# Statyny

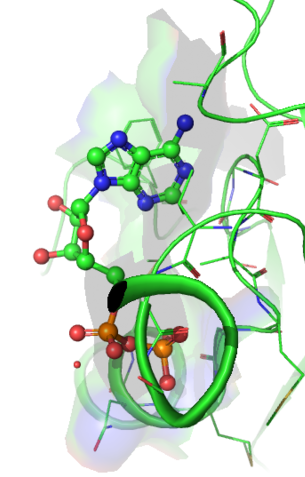
Mewastatyna w centrum katalitycznym reduktazy HMG-CoA

Statyny – inhibitory reduktazy HMG-CoA, grupa wielofunkcyjnych organicznych związków chemicznych, zarówno pochodzenia naturalnego, jak i syntetycznych, o różnej budowie chemicznej, mających w formie aktywnej wspólną grupę farmakoforową: łańcuch β-hydroksykwasu.
Stosowane są u ludzi, natomiast nie były badane w leczeniu u zwierząt, jako leki zmniejszające stężenie lipidów, mają także dodatkowe działanie plejotropowe na układ krążenia poprzez wpływ na czynność śródbłonka, stabilizację blaszek miażdżycowych, hamowanie układu krzepnięcia, stymulację układu fibrynolizy, hamowanie reakcji zapalnych oraz działanie immunomodulacyjne.
Działają przez hamowanie enzymu reduktazy 3-hydroksy-3-metylo-glutarylokoenzymu A (HMG-CoA).
Statyny znajdują zastosowanie w leczeniu hiperlipidemii, zarówno w monoterapii, jak i leczeniu skojarzonym. Zmniejszają liczbę incydentów wieńcowych, zgonów spowodowanych chorobą wieńcową, udarów mózgu i zabiegów rewaskularyzacyjnych. Są dobrze tolerowane, a ich najpoważniejszym działaniem niepożądanym jest rabdomioliza.
Występują w środowisku naturalnym jako produkty fermentacji grzybów pleśniowych, a także w produktach żywnościowych, na przykład w jadalnym grzybie boczniaku ostrygowatym i fermentowanym czerwonym ryżu.

## Występowanie
Statynami występującymi w sposób naturalny są mewastatyna, lowastatyna i prawastatyna. Do statyn naturalnych zaliczana jest również półsyntetyczna simwastatyna, która oryginalnie była syntetyzowana w wielostopniowym procesie syntezy chemicznej z lowastatyny, lecz może być produkowana przez szczep Escherichia coli z nadekspresją acylotransferazy lovD w obecności tioestru zdolnego do przenikania przez błonę komórkową. Statynami całkowicie syntetycznymi są: atorwastatyna, ceriwastatyna, fluwastatyna, rosuwastatyna oraz pitawastatyna. Statyny naturalne są produktami fermentacji grzybów pleśniowych, występują również w jadalnym grzybie boczniaku ostrygowatym oraz sfermentowanym czerwonym ryżu.

### Grzyby pleśniowe
Statyny naturalne są produkowane przez wiele grzybów, między innymi Aspergillus terreus oraz niektóre gatunki Monascus, Penicillium, Doratomyces, Eupenicillinum, Gymnoascus, Hypomyces, Paecilomyces, Phoma, Trichoderma i Pleurotis. Prawastatyna na skalę przemysłową wytwarzana jest przez biokonwersję mewastatyny, jednak niektóre szczepy Aspergillus i Monascus mają zdolność jej bezpośredniej produkcji.
| Statyna      | Grzyby pleśniowe |
| ------------ | --- |
| mewastatyna  | Penicillium citrinum Penicillium compactum Penicillium brevicompactum Penicillium cyclopium Paecilomyces sp. Eupenicillium sp. Hypomyces chrysospermus Trichoderma longibrachiatum Trichoderma pseudokoningii |
| lowastatyna  | Monascus ruber Monascus purpureus Monascus vitreus Monascus pilosus Monascus pubigerus Aspergillus terreus Aspergillus flavipes Pleurotis ostreatus Pleurotis sapidus Pleurotis saca                          |
| prawastatyna | Aspergillus sp. Monascus sp. Actinomadura sp. Mucor hiemalis Nocardia Streptomyces carbophilus Streptomyces tanashiensis Streptomyces anulatus                                                                |

### Produkty żywnościowe
Lowastatyna występuje w jadalnym grzybie – boczniaku ostrygowatym – oraz w sfermentowanym czerwonym ryżu. Boczniak ostrygowaty jest szeroko rozprzestrzeniony w stanie naturalnym oraz uprawiany na skalę przemysłową. W warunkach naturalnych rośnie na martwych pniach drzew i występuje na wszystkich kontynentach oprócz Antarktydy, natomiast hodowany jest na słomie kukurydzy i innych zbóż. Sfermentowany czerwony ryż powstaje w procesie fermentacji ryżu przy użyciu grzyba pleśniowego z gatunku Monascus purpureus. Grzyby te są naturalnymi składnikami tradycyjnej kuchni chińskiej, między innymi kaczki po pekińsku.

## Historia

### Badania nad miażdżycą
Zmiany w naczyniach opisał jako pierwszy włoski lekarz i anatom Gabrielle Falloppio w 1575, charakteryzując je jako „zwyrodnienie do kości”. Blaszki miażdżycowe zostały po raz pierwszy opisane przez szwajcarskich anatomów Johanna Konrada Brunnera i Albrechta von Hallera w XVII wieku. W 1799 angielski lekarz Caleb Hiller Parry zaproponował istnienie związku pomiędzy objawami choroby niedokrwiennej serca a miażdżycą tętnic wieńcowych. Pierwszym, który użył terminu arteriosclerosis (stwardnienie tętnic), był w 1835 francuski chirurg Jean Lobstein, natomiast pierwszym, który użył terminu atheromatosis (miażdżyca), był w 1904 niemiecki patolog Felix Marchand. W 1843 niemiecki lekarz Julius Vogel dowiódł, iż głównym składnikiem blaszek miażdżycowych jest cholesterol, którego rolę w patogenezie miażdżycy uznali w 1852 Karl von Rokitansky w teorii inkrustacyjnej i w 1856 Rudolf Virchow w teorii infiltracyjnej. W 1913 rosyjski patolog Nikołaj Aniczkow wykazał na modelu zwierzęcym, że dieta bogata w cholesterol prowadzi do zmian w miażdżycowych w naczyniach. Wobec ustalenia poglądu, iż miażdżyca tętnic jest nieuniknionym skutkiem starzenia się organizmu ludzkiego i nie istnieje jakakolwiek możliwość ingerencji w ten proces, nie prowadzono dalszych badań aż do lat 40. XX wieku. W 1949 John Gofman dokonał odkrycia lipoproteiny niskiej gęstości (LDL) i w przeprowadzonym w kolejnych latach badaniu klinicznym wykazał możliwy związek pomiędzy wysokim poziomem LDL a kliniczną manifestacją choroby wieńcowej. W 1959 w Instytucie Molekularnej Biologii Komórki i Genetyki Maxa Plancka odkryto enzym reduktazę HMG-CoA, pełniącą kluczową rolę w szlaku metabolicznym syntezy cholesterolu. W 1961 opublikowano wyniki badania Framingham (Framingham Heart Study), które było prowadzone od 1948, wykazujące, że do czynników ryzyka schorzeń układu krążenia należy również stężenie cholesterolu. W zaleceniach American Heart Association po raz pierwszy została potwierdzona rola podwyższonego poziomu cholesterolu w patogenezie choroby niedokrwiennej serca i po raz pierwszy wydano zalecenia dietetyczne dla pacjentów w grupie wysokiego ryzyka jej wystąpienia. W latach 60. XX wieku ustalono, iż wątroba nawet przy diecie bezcholesterolowej jest w stanie zwiększyć swoją zdolność do syntezy cholesterolu w stopniu wystarczającym na pokrycie potrzeb całego organizmu. Wpływ postępowania obniżającego cholesterol na zmniejszenie zachorowalności i śmiertelności z powodu choroby wieńcowej pozostawał jednak tylko budzącą kontrowersje hipotezą. Było tak aż do 1984 roku, kiedy to opublikowano wyniki badania LRC-CPPT, które dowiodło, iż redukcja poziomu cholesterolu LDL zmniejsza zachorowalność na chorobę wieńcową serca i śmiertelność w grupie mężczyzn z podwyższonym poziomem LDL.

### Odkrycie statyn
W 1973 zespół Akiry Endō po przebadaniu ponad 6000 mikroorganizmów, głównie grzybów pleśniowych, wykazał, że substancja ML-236B (mewastatyna) wydzielana przez Penicillium citrinum ma właściwości obniżania poziomu cholesterolu oraz lipoproteiny niskiej gęstości (LDL) w surowicy zwierząt laboratoryjnych i ludzi – jednakże dalsze badania na zwierzętach wykazały jej potencjalną toksyczność. W 1978 zespół Alfreda Albertsa wyizolował z produktów fermentacji Aspergillus terreus nowy związek o zbliżonej budowie, któremu nadano nazwę mewinolina. W tym samym czasie Akira Endō wyizolował i opatentował (1979) statynę o nazwie monakolina K z pleśni Monascus ruber. Pod koniec roku 1979 uzgodniono, że mewinolina i monakolina K są w rzeczywistości tym samym związkiem, o obecnej nazwie „lowastatyna”.

### Rozwój badań nad statynami
Pierwszą statyną wprowadzoną na rynek farmaceutyczny przez Merck & Co (Merck Sharp & Dohme, MSD poza USA i Kanadą) była w 1987 lowastatyna, sprzedawana pod nazwą Mevacor. W Daiichi Sankyo, w której laboratoriach została odkryta mewastatyna, do dalszych badań została wybrana kolejna jej pochodna – której ostateczna nazwa chemiczna została ustalona jako „prawastatyna” – wykazująca szczególnie dużą siłę działania oraz powinowactwo do tkanek. W 1988 została ona wprowadzona na rynek japoński jako Mevalotin, a w 1991 na rynek amerykański jako Pravachol i o 2 miesiące wyprzedziła simwastatynę (nazwa handlowa Zocor), tym samym stając się drugą statyną stosowaną w lecznictwie. Pierwszą całkowicie syntetyczną statyną opracowaną przez Novartis była fluwastatyna, wprowadzona do lecznictwa w 1993 pod nazwą Lescol. W 1996 została wprowadzone kolejna syntetyczna statyna firmy Pfizer – atorwastatyna – sprzedawana pod nazwą Lipitor. W 1997, pod nazwami Baycol i Lipobay, została wprowadzona przez Bayer AG ceriwastatyna – wycofana 8 sierpnia 2001 przez producenta (w uzgodnieniu z amerykańską Agencją Żywności i Leków) ze względu na wysokie ryzyko rabdomiolizy. W 2000 Novartis wprowadził fluwastatynę o przedłużonym działaniu pod nazwą Lescol XL. W 2003 została wprowadzona najpierw piwastatyna (przez Kowa Pharmaceuticals pod nazwą Livalo), a następnie rosuwastatyna (przez AstraZeneca jako Crestor).

### Polskie badania nad lekami hamującymi syntezę cholesterolu
Na przełomie lat 50. i 60. XX wieku Janusz Supniewski prowadził badania nad selektywnym inhibitorem biosyntezy cholesterolu. W wyniku tych badań zsyntetyzował kwas 2-metylo-2-buteno-karboksylowy (MBCA), będący najprawdopodobniej antymetabolitem jednego z donorów grup prenylowych na szlaku syntezy cholesterolu poniżej HMG-CoA. Pomimo dowodów potwierdzających jego działanie przeciwmiażdżycowe oraz obniżające poziom cholesterolu, uzyskanych w wyniku badań na zwierzęcym gatunku modelowym, nie zdecydowano się na rozpoczęcie badań klinicznych ze względu na obawy przed zaburzeniem funkcjonowania komórek wskutek usunięcia cholesterolu z błon komórkowych. Po śmierci odkrywcy w 1964 prace zostały całkowicie zaniechane.

### Kluczowe badania kliniczne
Na podstawie przeprowadzonych badań klinicznych udowodniono, iż statyny przyczyniają się do redukcji ryzyka wystąpienie incydentów sercowo-naczyniowych oraz związanej z nimi śmiertelności. Najistotniejszymi badaniami, które udowodniły skuteczność stosowania statyn w prewencji pierwotnej, były WOSCOPS, AFCAPS/TEXCAPS, HPS i JUPITER, a w prewencji wtórnej 4S, LIPID i CARE. Podstaw do stosowania terapii skojarzonej dostarczyły badania ACCORD LIPID i SHARP.
| Akronim badania | Nazwa badania                                                                                                   | Czas obserwacji | Badany lek              | Wskazania                                                                                                | Miejsce publikacji             | Liczba przebadanych pacjentów | Wyniki badania |
| --------------- | --- | --------------- | ----------------------- | --- | ------------------------------ | ----------------------------- | --- |
| 4S              | Scandinavian Simvastatin Survival Study                                                                         | 5 lat           | simwastatyna            | - udokumentowana choroba wieńcowa - podwyższone stężenie cholesterolu                                    | Lancet                         | 4444                          | - 30% redukcja śmiertelności ogólnej - 42% redukcja ryzyka zgonu z powodu zawału mięśnia sercowego |
| LIPID           | Long term Intervention with Pravastatin in Ischemic Disease                                                     | 6 lat           | prawastatyna            | - niestabilna choroba wieńcowa - przebyty zawał mięśnia sercowego                                        | NEJM                           | 9014                          | - 22% redukcja śmiertelności ogólnej - 24% redukcja zgonów z powodu choroby wieńcowej - 20% redukcja liczby zabiegów rewaskularyzacyjnych - 29% redukcja liczby incydentów sercowo-naczyniowych - 19% redukcja liczby udarów mózgu                                                                        |
| CARE            | Cholesterol And Recurrent Events                                                                                | 5 lat           | prawastatyna            | - przebyty zawał mięśnia sercowego                                                                       | NEJM                           | 4159                          | - 23% redukcja liczby zgonów sercowo-naczyniowych lub zawałów serca - 24% redukcja liczby zgonów sercowo-naczyniowych, zawałów serca lub zabiegów rewaskularyzacyjnych - 24% redukcja liczby zgonów sercowo-naczyniowych, zawałów serca lub udarów mózgu                                                  |
| WOSCOPS         | West Of Scotland Coronary Prevention Study                                                                      | 5 lat           | prawastatyna            | - cholesterol ≥ 252 mg/dl - bez przebytego zawału mięśnia sercowego                                      | NEJM                           | 6595                          | - 22% redukcja śmiertelności ogólnej - 32% redukcja liczby zgonów z powodu chorób układu krążenia - 28% redukcja liczby zgonów z powodu choroby wieńcowej - 31% redukcja liczby zawałów serca |
| AFCAPS TEXCAPS  | Air Force/Texas Coronary Atherosclerosis Prevention Study                                                       | 5 lat           | lowastatyna             | - prawidłowy lipidogram - bez chorób związanych z miażdżycą naczyń                                       | American Journal of Cardiology | 6605                          | - 37% redukcja ryzyka pierwszego incydentu wieńcowego - 40% redukcja ryzyka pierwszego zawału mięśnia sercowego - 32% redukcja liczby przypadków niestabilnej choroby wieńcowej - 33% redukcja ryzyka konieczności wykonania zabiegów rewaskularyzacyjnych                                                |
| HPS             | Heart Protection Study of cholesterol lowering with simvastatin                                                 | 5 lat           | simwastatyna            | - prawidłowe stężenie cholesterolu - wysokie ryzyko choroby wieńcowej - przebyty zawał mięśnia sercowego | Lancet                         | 20 536                        | - 13% redukcja śmiertelności ogólnej - 18% redukcja śmiertelności z powodu choroby wieńcowej - 24% redukcja ryzyka względnego incydentów sercowo-naczyniowych - 37% redukcja ryzyka zawału mięśnia sercowego - 25% redukcja ryzyka udaru mózgu - 24% redukcja ryzyka liczby zabiegów rewaskularyzacyjnych |
| JUPITER         | Justification for the Use of Statins in Primary Prevention: An Intervention Trial Evaluating Rosuvastatin trial | 2 lata          | rosuwastatyna           | - LDL < 130 mg/dl - brak chorób układu krążenia - hsCRP > 2 mg/dl                                        | NEJM                           | 17 802                        | - 20% redukcja śmiertelności ogólnej - 50% redukcja ryzyka zawału mięśnia sercowego, udaru mózgu lub zgonu z przyczyn sercowo-naczyniowych |
| ACCORD LIPID    | Action to Control Cardiovascular Risk in Diabetes Lipid Trial                                                   | 5 lat           | simwastatyna fenofibrat | - cukrzyca typu 2                                                                                        | NEJM                           | 5518                          | - 31% redukcja ryzyka zawału mięśnia sercowego, udaru mózgu lub zgonu z przyczyn sercowo-naczyniowych u pacjentów z wyjściowym stężeniem trójglicerydów > 204 mg/dl oraz HDL < 34 mg/dl |
| SHARP           | Study of Heart and Renal Protection                                                                             | 5 lat           | simwastatyna ezetymib   | - cukrzyca typu 2                                                                                        | Lancet                         | 9270                          | - 17% redukcja zgonu z przyczyn choroby wieńcowej, ryzyka zawału mięśnia sercowego, udaru mózgu lub konieczności wykonania zabiegu rewaskularyzacyjnego |

## Budowa statyn

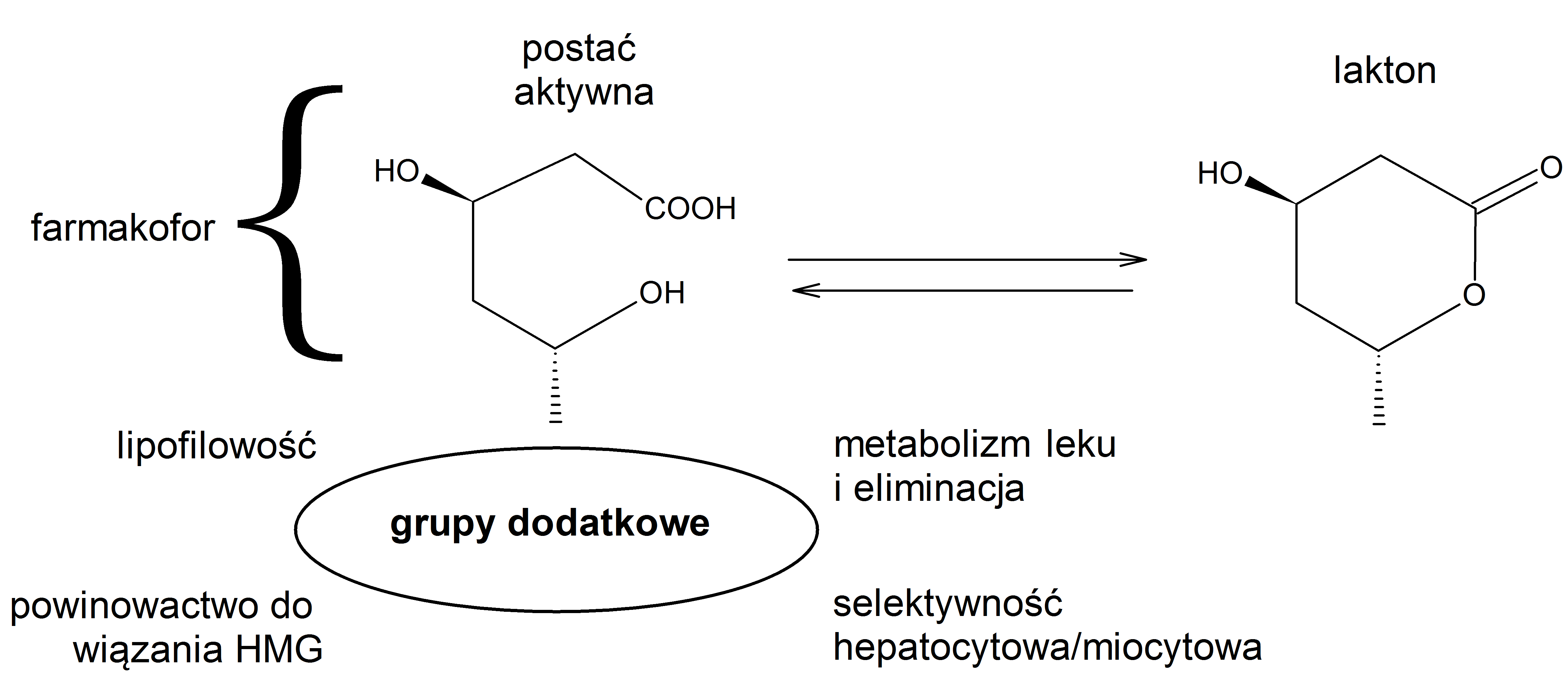
Schematyczna struktura statyn.

Podstawą struktury naturalnych statyn (lowastatyny, prawastatyny, simwastatyny oraz nie wprowadzonej do leczenia mewastatyny) jest częściowo uwodorowany naftalen, z grupą hydroksylową estryfikowaną resztą kwasu 2-metylomasłowego lub 2,2-dwumetylomasłowego w położeniu 1, grupą metylową w położeniu 7 oraz grupą farmakoforową – sześcioczłonowym pierścieniem laktonowym z grupą hydroksylową w położeniu 4 (w prawastatynie oraz w postaciach czynnych lowastatyny, simwastatyny i mewastatyny jest zhydrolizowany do β-hydroksykwasu karboksylowego).
Podstawą struktury syntetycznych statyn jest pirol (atorwastyna), indol (fluwastatyna), pirydyna (ceriwastatyna), pirymidyna (rosuwastatyna) oraz chinolina (pitawastatyna) podstawione ugrupowaniem p-fluorofenylowym oraz grupą farmakoforową identyczną z naturalnymi statynami.
Budowa cząsteczki wszystkich statyn nie tylko wykazuje podobieństwo do cząsteczki 3-hydroksy-3-metyloglutarylokoenzymu A, lecz także wykazuje tysiąc razy większe powinowactwo do reduktazy 3-hydroksy-3-metyloglutarylokoenzymu A (HMG-CoA), z którą wiążą się odwracalnie i kompetycyjnie.
Wiązanie fluwastatyny z reduktazą HMG-CoA

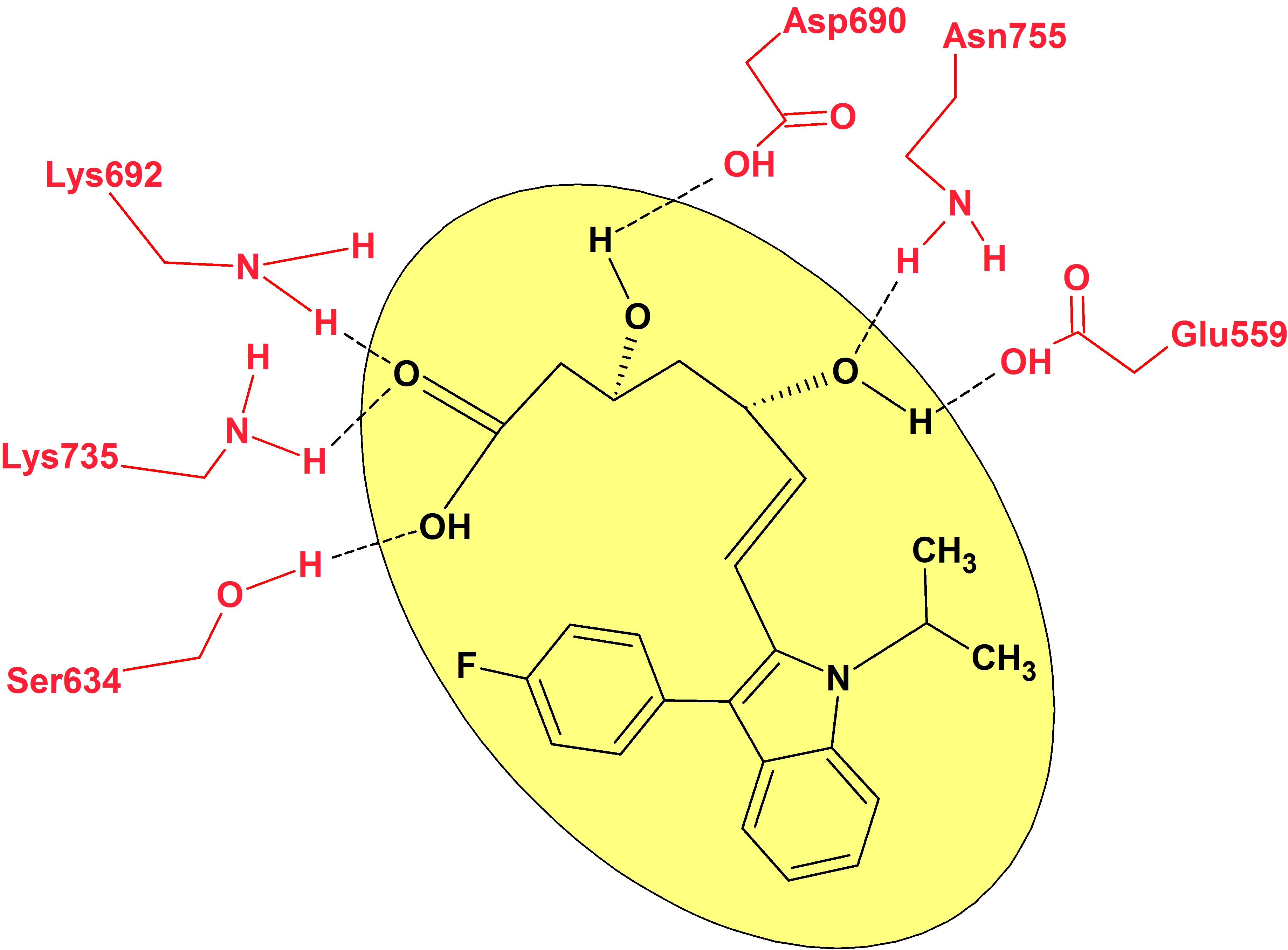

W cząsteczkach zaobserwowano następujące związki pomiędzy ich strukturą i działaniem:
- farmakoforem statyn jest grupa 3,5-dihydroksykarboksylanowa, w której strukturze istotna jest stereochemia grup hydroksylowych w pozycjach 3 i 5 ze względu na zapewnienie optymalnego oddziaływania z reduktazą HMG-CoA
- pierścień laktonowy lowastatyny i simwastatyny ulega hydrolizie z wytworzeniem aktywnej pochodnej
- optymalna odległość pomiędzy węglem C5 a układem pierścieniowym wynosi 2 atomy
- układ dekaliny cząsteczek lowastatyny, simwastatyny i prawastatyny, może zostać zastąpiony pięcio- lub sześcioczłonowymi pierścieniami heterocyklicznymi
- wiązanie chemiczne pojedyncze pomiędzy atomami C6 i C7 w układzie dekaliny oraz jedno podstawionego pierścienia pirolowego (lowastatyna, simwastatyna, prawastatyna oraz atorwastatyna) jest najkorzystniejsze, natomiast w pozostałych układach najkorzystniejsze jest podwójne
- podstawnik p-fluorofenylowy oraz rozgałęziony łańcuch alifatyczny w pozycji orto do farmakoforu w związkach heterocyklicznych (fluwastatyna, atorwastatyna, rosuwastatyna i pitawastatyna) powoduje wzrost powinowactwa do reduktazy HMG-CoA.

## Mechanizm działania

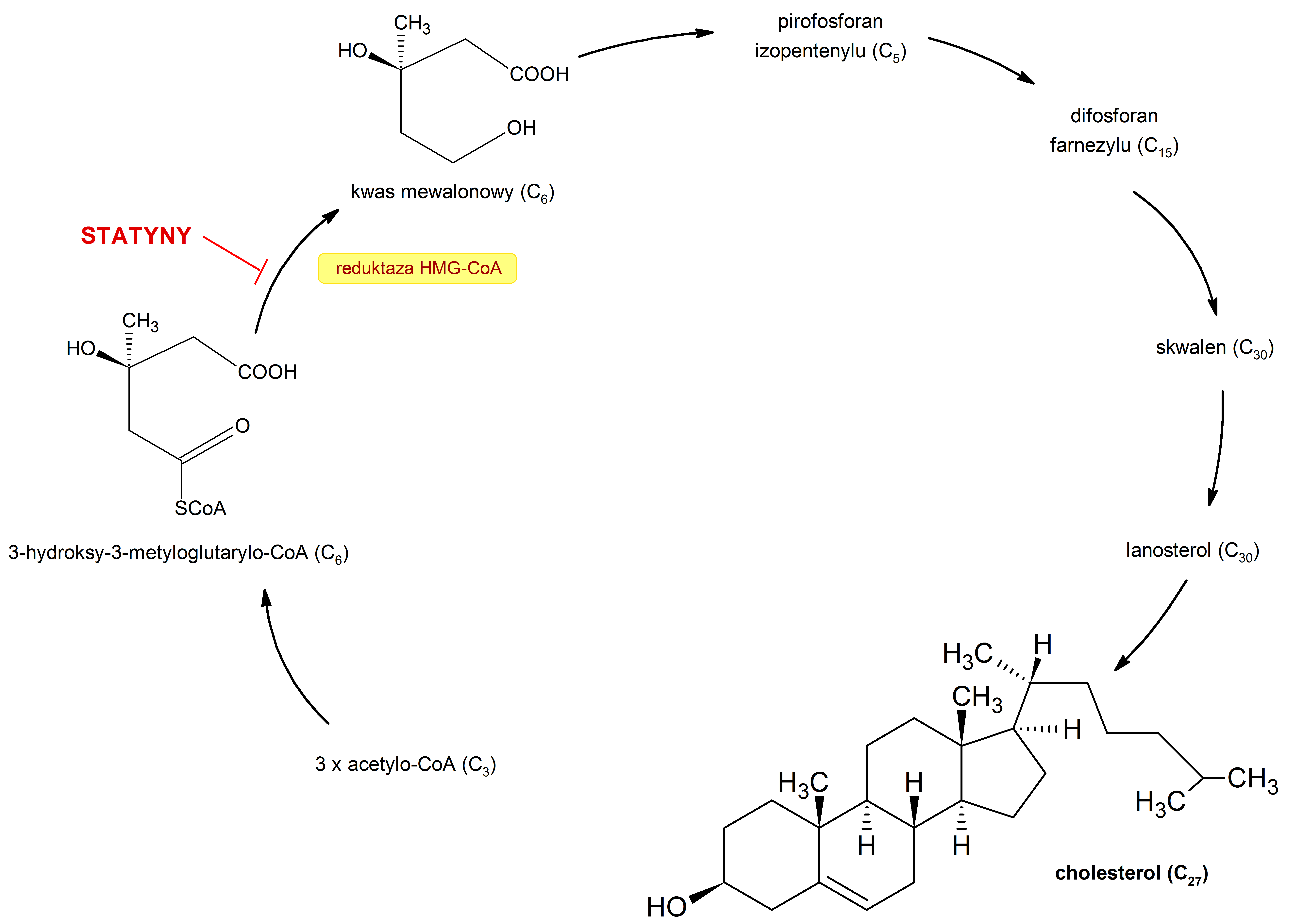
Kaskada biosyntezy donorów grup prenylowych i cholesterolu. Statyny hamują syntezę mewalonianu z HMG-CoA

Proces syntezy cholesterolu przebiega w wielu etapach. Pierwszy z nich to biosynteza mewalonianu. Na początku dzięki tiolazie i syntazie HMG-CoA z reszt acetylowych przenoszonych przez koenzym A powstaje 3-hydroksy-3-metyloglutarylokoenzym A (HMG-CoA). Związek ten jest substratem reduktazy HMG-CoA, która zredukowaną postać fosforanu dinukleotydu nikotynoamidoadeninowego (NADPH+H+) redukuje do mewalonianu (stanowiącego substrat kolejnego etapu syntezy cholesterolu). Aktywność tego enzymu hamują w warunkach naturalnych kwasy żółciowe, cholesterol i sam mewalonian. Jest to kluczowy w tym procesie enzym, którego aktywność ogranicza szybkość biosyntezy cholesterolu.

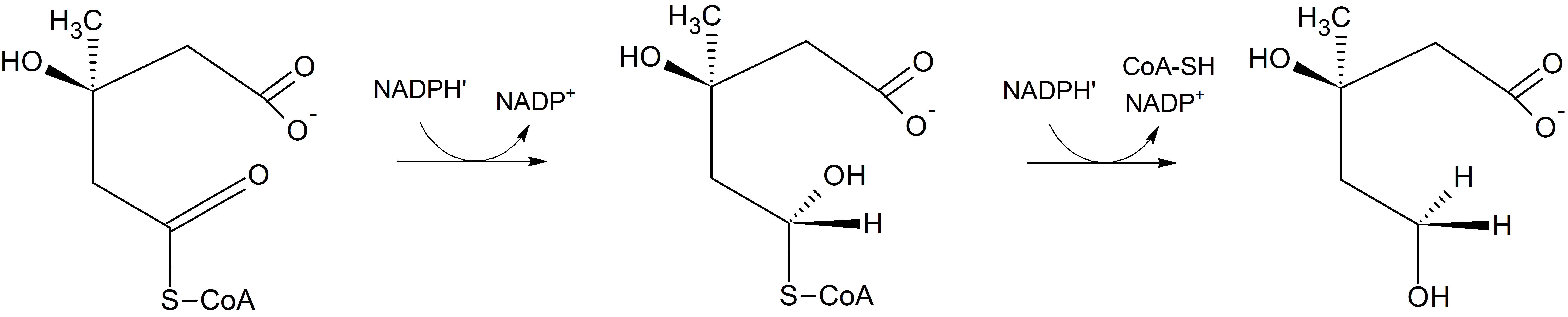
Reakcja katalizowana przez reduktazę HMG-CoA.

Mechanizm działania statyn opiera się właśnie na specyficznym, kompetytywnym i odwracalnym hamowaniu reduktazy HMG-CoA, co następuje natychmiast po wniknięciu do komórki wątrobowej. Blokowanie syntezy cholesterolu powoduje spadek jego stężenia. Cholesterol uczestniczy w regulacji ekspresji wielu genów poprzez łączenie się z białkami wiążącymi sterolowe elementy regulacyjne, SREBP. Skutkiem tego jest nasilenie transkrypcji genu kodującego receptor dla lipoprotein niskiej gęstości (LDL), wzrost liczby receptorów kodowanych przez ten gen na powierzchni błony komórkowej i zwiększenie wychwytu z krwi lipoprotein niskiej oraz pośredniej gęstości. Biologicznym efektem tego mechanizmu, pod postacią zmian w lipidogramie, jest rozpoczęcie działania statyn po dwóch tygodniach, natomiast pełny efekt występuje po sześciu tygodniach od pierwszej dawki.

## Plejotropowe działanie statyn
Podstawowym mechanizmem działania plejotropowego statyn jest wynikające z hamowania reduktazy 3-hydroksy-3-metyloglutarylokoenzymu A (HMG-CoA) zmniejszenie syntezy izoprenoidów, które wywołuje pozytywny wpływ na śródbłonek naczyniowy, zmniejsza stres oksydacyjny i blaszki miażdżycowe, a także stymuluje działanie przeciwzapalne i przeciwproliferacyjne.

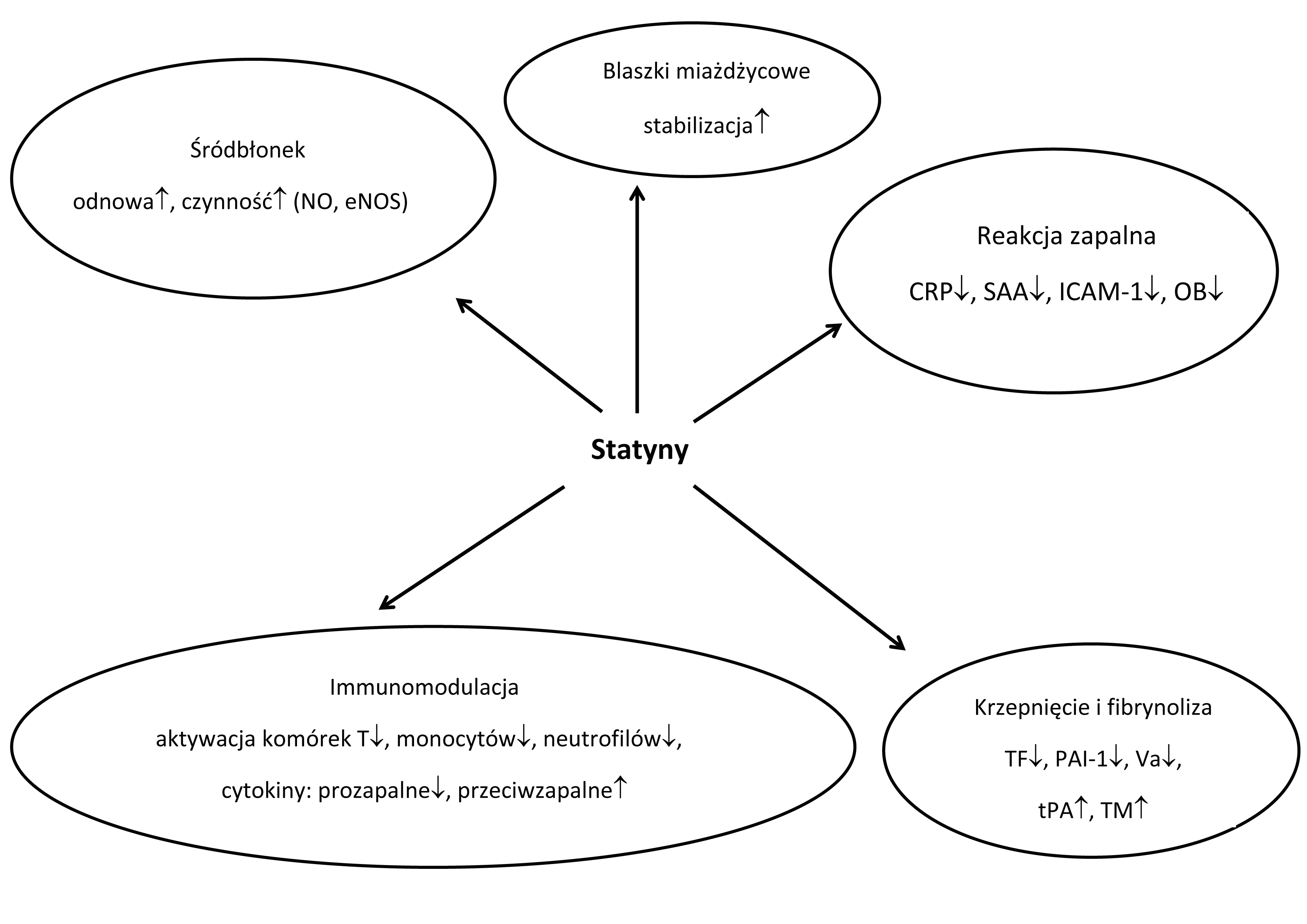

| Komórki                            | Efekt plejotropowy                                                 | atorwa- statyna | ceriwa- statyna | fluwa- statyna | lowa- statyna | pitawa- statyna | prawa- statyna | rosuwa- statyna | simwa- statyna |
| ---------------------------------- | ------------------------------------------------------------------ | --------------- | --------------- | -------------- | ------------- | --------------- | -------------- | --------------- | -------------- |
| Płytki krwi                        | hamowanie aktywacji                                                | +               | –               | +              | –             | +               | –              | +               | –              |
| Płytki krwi                        | hamowanie agregacji                                                | –               | –               | +              | –             | +               | –              | –               | –              |
| Komórki śródbłonka                 | aktywacja lub zwiększenie ekspresji syntazy tlenku azotu           | –               | –               | –              | +             | +               | –              | –               | +              |
| Komórki śródbłonka                 | redukcja powstawania wolnych rodników tlenowych                    | –               | –               | +              | –             | +               | –              | +               | +              |
| Komórki śródbłonka                 | zwiększenie liczby lub aktywności komórek macierzystych śródbłonka | +               | –               | –              | –             | –               | –              | –               | +              |
| Komórki mięśniówki gładkiej naczyń | zmniejszona proliferacja                                           | –               | –               | –              | –             | +               | –              | +               | +              |
| Komórki mięśniówki gładkiej naczyń | zmniejszona migracja                                               | –               | –               | –              | –             | –               | –              | +               | +              |
| Komórki mięśniówki gładkiej naczyń | zwiększona apoptoza                                                | +               | +               | +              | +             | +               | –              | –               | –              |
| Makrofagi/monocyty                 | zmniejszona proliferacja                                           | –               | –               | –              | –             | –               | –              | –               | –              |
| Makrofagi/monocyty                 | zmniejszona ekspresja proteazy MNP                                 | –               | +               | –              | –             | –               | +              | +               | +              |
| Makrofagi/monocyty                 | zmniejszone pobieranie oksydowanych LDL                            | –               | –               | –              | +             | +               | –              | +               | +              |
| Zapalenie naczyń                   | obniżona ekspresja MHC-II                                          | +               | –               | –              | +             | +               | +              | +               | +              |
| Zapalenie naczyń                   | obniżony poziom hs-CRP                                             | –               | –               | –              | +             | +               | +              | +               | +              |

### Normalizacja funkcji śródbłonka
Śródbłonek jest wysoce wyspecjalizowaną wyściółką naczyń krwionośnych i limfatycznych, utworzoną z jednej warstwy płaskich komórek o niewielkim jądrze. Zaburzenie jego funkcji powoduje upośledzenie syntezy, wydzielania i aktywności tlenku azotu i wyprzedza wystąpienie widocznych w badaniach obrazowych zmian miażdżycowych. Tlenek azotu hamuje powstawanie tych zmian poprzez hamowanie agregacji płytek krwi, proliferacji tkanki mięśniowej gładkiej, mechanizmów immunologicznych oraz wazodylatacji.
Statyny wpływają na korzystnie na funkcję śródbłonka poprzez:
- zmniejszenie aktywności białek Ras poprzez inhibicję prenylacji
- aktywację genu śródbłonkowej syntazy tlenku azotu (eNOS) poprzez wydłużenie czasu półtrwania eNOS mRNA
- zwiększenie aktywności syntazy tlenku azotu poprzez zmniejszenie stężenia kaweoliny, enzymu ją unieczynniającego
- zwiększenie aktywności syntazy tlenku azotu poprzez zmniejszenie aktywności kinazy zależnej od Rho
- zwiększenie aktywności syntazy tlenku azotu poprzez zwiększenie aktywności serynowo-treoninowowej kinazy białkowej B
- redukcję powstawania wolnych rodników tlenowych
- hamowanie utleniania LDL poprzez zmniejszenie podatności LDL na utlenianie przez makrofagi
- przyśpieszenie odnowy poprzez zwiększenie liczby komórek macierzystych oraz zmniejszenie apoptozy istniejących komórek

### Działanie antyoksydacyjne
Stres oksydacyjny jest stanem braku równowagi pomiędzy procesami oksydacji i dezoksydacji, do którego dochodzi w sytuacji nadmiernej produkcji reaktywnych form tlenu przy obniżonej zdolności ich usuwania lub uszkodzenia mechanizmów obronnych.
Statyny wpływają na zmniejszenie stresu oksydacyjnego poprzez:
- obniżenie stężenia cholesterolu frakcji LDL
- zmniejszenie produkcji wolnych rodników tlenowych poprzez hamowanie oksydazy NADPH
- hamowanie tworzenia oksydowanych cząsteczek cholesterolu frakcji LDL
- stabilizację kwasu askorbinowego
- stabilizację witaminy E
- stabilizację ubichinonu i glutationu w cząsteczce cholesterolu frakcji LDL
- spadek aktywacji białka Rho
- zmniejszenie ekspresji receptorów typu 1 dla angiotensyny II (AT1R)

### Stabilizacja blaszki miażdżycowej
Blaszka miażdżycowa składa się z pokrywy znajdującej się od światła naczynia zawierającej kolagen i włókna mięśni gładkich oraz rdzenia lipidowego o różnej wielkości. Przerwanie ciągłości blaszki powoduje krwawienie do jej wnętrza, powstanie skrzepu i w jego następstwie dalsze zwężenie światła naczynia lub jego całkowite zamknięcie. O stabilności blaszki decyduje tkanka łączna, natomiast rdzeń, złożony głównie z położonych pozakomórkowo lipidów, pozostaje miękki i podatny na uszkodzenia. Niestabilność blaszki miażdżycowej wynika z dużej zawartości makrofagów i ścieńczenia pokrywy blaszki. Główną przyczyną pęknięcia jest ciśnienie wywierane na osłabioną pokrywę włóknistą w miejscu połączenia ze ścianą naczynia, szczególnie w obecności mikrozwapnień.
Statyny wpływają na stabilizację blaszki miażdżycowej poprzez:
- zwiększanie ilości kolagenu w pokrywie
- hamowanie wydzielania przez makrofagi metaloproteinaz macierzy pozakomórkowej uszkadzających włókna łącznotkankowe pokrywy
- zmniejszenie liczby makrofagów
- zmniejszenie blaszki miażdżycowej
- zmianę właściwości fizykochemicznych rdzenia lipidowego

### Działanie przeciwproliferacyjne
Proliferacja oraz migracja komórek mięśni gładkich naczyń, która należy do podstawowych mechanizmów naprawy ściany naczyniowej, jest jednocześnie jednym z istotnych mechanizmów niekorzystnych procesów naczyniowych takich jak restenoza po zabiegu angioplastyki czy pomostowania naczyń wieńcowych.
Statyny zmniejszają proliferację komórek mięśni gładkich naczyń poprzez:
- zwiększoną apoptozę
- hamowanie kinaz zależnych od cyklin (CDK) poprzez – bezpośrednie hamowanie, hamowanie białek z rodziny G Rho i Ras oraz zwiększenie produkcji białka p27kip1
- hamowanie proliferacji poprzez blokowanie przejścia fazy G1 do fazy S cyklu komórkowego

### Działanie przeciwzapalne
Zapalenie tętnic jest procesem prowadzącym do angiogenezy, pogrubienia błony wewnętrznej, formowania zakrzepów przyściennych oraz rozwoju miażdżycy. Komórki stanu zapalnego takie jak makrofagi i limfocyty T stanowią istotną składnik blaszki miażdżycowej. Markerami stanu zapalnego, które zostały uznane za czynniki ryzyka chorób układu krążenia są białko C-reaktywne (CRP), interleukina 6, czynnik martwicy nowotworu α, białko chemotaktyczne monocytów typu 1 (MCP-1).
Statyny zmniejszają zapalenie poprzez:
- zmniejszenie poziomu białka C-reaktywnego
- blokowanie ekspresji molekuł adhezyjnych leukocytów (CD-11b)
- blokowanie ekspresji molekuł adhezyjnych komórek śródbłonka (selektyna P, wewnątrzkomórkowa cząsteczka adhezyjna typu 1 (ICAM-1))
- redukcję ekspresji białka chemotaktycznego monocytów (MCP-1)
- zmniejszenie osoczowego stężenia czynnika martwicy nowotworu (TNF-α)
- zmniejszenie osoczowego stężenia interleukiny 1
- zmniejszenie osoczowego stężenia interleukiny 6
- zmniejszenie proliferacji obwodowych komórek jednojądrzastych krwi
- zwiększenie wydzielania przeciwzapalnych cytokin
- redukcję stężenia rozpuszczalnej selektyny P
- zmniejszenie aktywacji NF-kB poprzez zmniejszenie stresu oksydacyjnego oraz stabilizację związane z nim inhibitora (IkB)
- redukcję stężenia czynników wzrostu fibroblastów
- hamowanie indukcji ekspresji białek II klasy głównego układu zgodności tkankowej (MHC II) przez interferon γ (IFN-γ) w komórkach śródbłonka, mięśni gładkich naczyń, fibroblastach oraz makrofagach
- hamowanie ekspresji CD40 w komórkach śródbłonka oraz makrofagach

### Działanie przeciwzakrzepowe
Wpływ statyn na redukcję liczby incydentów sercowo-naczyniowych jest spowodowany nie tylko przez działanie na gospodarkę lipidową, ale również poprzez opóźnienie tworzenia się skrzepu w naczyniach krwionośnych. Znaczenie działania przeciwzakrzepowego statyn w ujęciu klinicznym nie zostało określone. Nie zaobserwowano zwiększonego ryzyka krwawień w stosunku do placebo u pacjentów leczonych statynami. Wpływ statyn na układ krzepnięcia rozpoczyna się po 1-3 dniach od rozpoczęcia stosowania.
Statyny wpływają na hamowanie aktywności układu krzepnięcia i opóźnienie tworzenia skrzepu w naczyniach krwionośnych poprzez:
- zmniejszenie ekspresji tromboplastyny tkankowej (TF)
- zmniejszenie produkcji trombiny
- wzmożenie aktywności białka C
- zmianę struktury i funkcji skrzepu fibrynowego
- nasilenie fibrynolizy
- hamowanie aktywacji płytek krwi
- hamowanie agregacji płytek krwi

### Działanie immunomodulacyjne
Statyny modulują odpowiedź immunologiczną poprzez wpływ na migrację do błony wewnętrznej, różnicowanie, proliferację oraz wydzielanie komórek układu odpornościowego głównie monocytów/makrofagów i limfocytów T.
Statyny wpływają na układ odpornościowy w dwóch mechanizmach nie związanych z wpływem na gospodarkę lipidową:
- hamowanie indukcji ekspresji białek II klasy głównego układu zgodności tkankowej (MHC II) przez interferon γ (IFN-γ) w komórkach śródbłonka, mięśni gładkich naczyń, fibroblastach oraz makrofagach
- selektywną inhibicję integryny β2 – cząsteczki adhezyjnej LFA-1 (CD11a/CD18), która podlega ekspresji na powierzchni leukocytów i aktywowana wiąże się z białkiem adhezyjnym ICAM-1

## Leki

### Preparaty proste
W 2014 na rynku było obecnych 7 leków z grupy statyn – atorwastatyna, fluwastatyna, lowastatyna, pitawastatyna, prawastatyna, rosuwastatyna oraz simwastatyna natomiast ceriwastatyna została wycofana w 2001 z powodu wysokiego ryzyka rabdomiolizy. Na podstawie różnic w budowie chemicznej i właściwości farmakokinetycznych można wyróżnić cztery generacje statyn I – mewastatyna, lowastatyna, prawastatyna, II – simwastatyna, III – fluwastatyna oraz IV – atorwastatyna, ceriwastatyna, rosuwastatyna.
| atorwastatyna | ceriwastatyna | fluwastatyna  | lowastatyna  |
| ------------- | ------------- | ------------- | ------------ |
| C33H34FN2O5   | C26H34FNO5    | C24H26FNO4    | C24H36O5     |
|               |               |               |              |
| pitawastatyna | prawastatyna  | rosuwastatyna | simwastatyna |
| C25H24FNO4    | C23H36O7      | C22H28FN3O6S  | C25H38O5     |
|               |               |               |              |

### Preparaty złożone
Stopień długotrwałego przestrzegania zaleceń lekarskich u chorych z rozpoznaną chorobą układu krążenia jest niski. W krajach o wysokim dochodzie narodowym wynosi on 50% u chorych z chorobą wieńcową i 35% u chorych po udarze, a w krajach o niskim i średnim dochodzie narodowym jest istotnie niższy. Stosowanie leków złożonych zmniejsza koszty, stopień skomplikowania terapii oraz inercję terapeutyczną i poprawia systematyczność przyjmowania leczenia, jednakże poprzez brak możliwości optymalnego dostosowania dawek leków (szczególnie w lekach złożonych z większej ilości składników) efekt leczniczy jest niewystarczający.
| statyna       | amlodypina | ezetimib | niacyna | fenofibrat | kwas acetylosalicylowy | kwas acetylosalicylowy ramipryl | sitagliptyna |
| ------------- | ---------- | -------- | ------- | ---------- | ---------------------- | ------------------------------- | ------------ |
| atorwastatyna | T          | T        |         |            |                        |                                 |              |
| ceriwastatyna |            |          |         |            |                        |                                 |              |
| fluwastatyna  |            |          |         |            |                        |                                 |              |
| lowastatyna   |            |          | T       |            |                        |                                 |              |
| pitawastatyna |            |          |         |            |                        |                                 |              |
| prawastatyna  |            |          |         | T          | T                      |                                 |              |
| rosuwastatyna |            | T        |         |            | T                      |                                 |              |
| simwastatyna  |            | T        |         | T          | T                      | T                               | T            |

| statyna       | kwas acetylosalicylowy | atenolol | enalapryl | hydrochlorotiazyd | lizynopryl | metoprolol | ramipryl | walsartan |
| ------------- | ---------------------- | -------- | --------- | ----------------- | ---------- | ---------- | -------- | --------- |
| atorwastatyna | T                      |          |           |                   |            | T          | T        |           |
| atorwastatyna | T                      |          |           |                   |            |            | T        |           |
| atorwastatyna | T                      |          | T         | T                 |            |            |          |           |
| atorwastatyna | T                      |          |           | T                 |            |            |          | T         |
| atorwastatyna |                        |          |           | T                 | T          |            |          |           |
| simwastatyna  | T                      | T        |           |                   | T          |            |          |           |
| simwastatyna  | T                      |          |           | T                 | T          |            |          |           |
| simwastatyna  |                        | T        |           | T                 |            |            | T        |           |

## Właściwości

### Właściwości fizyczne
| Statyna                    | atorwa- statyna                | ceriwa- statyna                              | fluwa- statyna                                                                                        | lowa- statyna                               | pitawa- statyna              | prawa- statyna                                                        | rosuwa- statyna | simwa- statyna                              |
| -------------------------- | ------------------------------ | -------------------------------------------- | --- | ------------------------------------------- | ---------------------------- | --------------------------------------------------------------------- | --------------- | ------------------------------------------- |
| masa molowa                | 557,63                         | 459,55                                       | 411,46                                                                                                | 404,53                                      | 421,46                       | 424,52                                                                | 481,53          | 418,56                                      |
| wygląd                     | biały lub prawie biały proszek | higroskopijny biały lub prawie biały proszek | biały lub prawie biały albo jasnożółty do jasnoczerwonego, bardzo higroskopijny, krystaliczny proszek | biały lub prawie biały krystaliczny proszek | biały lub jasnożółty proszek | higroskopijny biały lub żółtawobiały proszek lub krystaliczny proszek | biały proszek   | biały lub prawie biały krystaliczny proszek |
| temperatura topnienia [°C] | 159,2-160,7                    | 197–199                                      | 194–197                                                                                               | 174,5                                       | 171–174                      | 171,2-173                                                             | 151–156         | 135–138                                     |
| logP                       | 5,7                            | 3,4                                          | 4,5                                                                                                   | 4,26                                        | 3,75                         | 0,59                                                                  | 0,13            | 4,68                                        |

| Rozpuszczalnik | atorwa- statyna | ceriwa- statyna | fluwa- statyna | lowa- statyna | pitawa- statyna | prawa- statyna | rosuwa- statyna | simwa- statyna |
| -------------- | --------------- | --------------- | -------------- | ------------- | --------------- | -------------- | --------------- | -------------- |
| woda           | 1,23            | 0,00024         | 0,00046        | 0,0004        | 0,00394         | 19,0           | 0,0886          | 0,0122         |
| aceton         |                 |                 |                | 47,0          |                 |                |                 |                |
| acetonitryl    |                 |                 |                | 28,0          |                 |                |                 |                |
| n-butanol      |                 |                 |                | 7,0           |                 |                |                 |                |
| izobutanol     |                 |                 |                | 14,0          |                 |                |                 |                |
| chloroform     |                 |                 |                | 350,0         |                 |                |                 |                |
| DMF            | 15,0            |                 | 10,0           | 90,0          | 30,0            | 30,0           | 5,0             | 20,0           |
| DMSO           | 15,0            |                 | 10,0           |               | 25,0            | 30,0           | 5,0             | 20,0           |
| etanol         | 0,5             |                 | 0,5            | 16,0          |                 | 30,0           | 1,0             | 20,0           |
| metanol        |                 |                 |                | 28,0          |                 |                |                 |                |
| n-oktanol      |                 |                 |                | 2,0           |                 |                |                 |                |
| n-propanol     |                 |                 |                | 11,0          |                 |                |                 |                |
| izopropanol    |                 |                 |                | 20,0          |                 |                |                 |                |

### Właściwości chemiczne
Podczas ekspozycji na promieniowanie słoneczne (lub naświetlaniu światłem sztucznym o zbliżonej charakterystyce) nie zostały wykryte produkty ewentualnej fotodegradacji, jednak zachodzi odwracalna hydroliza pierścienia laktonowego. Pod wpływem naświetlania twardszym ultrafioletem o λ = 254 nm, następuje stopniowa degradacja statyn.

### Wpływ na środowisko naturalne
Pomimo że statyny należą do najczęściej zażywanych leków, rzadko są znajdowane jako mikrozanieczyszczenia środowiska naturalnego, ponieważ wydalane są głównie pod postacią metabolitów. Atorwastatyna w nanostężeniach została wykryta w ściekach oraz w wodzie rzecznej. Statyny w środowisku wodnym pod wpływem światła słonecznego temperatury ulegają w pierwszej fazie przekształceniu w aktywną postać, a następnie stopniowej degradacji, natomiast bez naświetlania i w warunkach obojętnych ulegają powolnej hydrolizie, której szybkość znacząco wzrasta w środowisku zasadowym.

## Farmakokinetyka
Dostępność biologiczna statyn wynosi 5–80%, co jest związane z efektem pierwszego przejścia przez wątrobę oraz kumulacją statyn w hepatocytach. Natomiast dystrybucja statyn do tkanek zależy od stopnia ich lipofilowości. Atorwastatyna, ceriwastatyna, lowastatyna, pitawastatyna i simwastatyna są lipofilne, natomiast fluwastatyna, prawastatyna i rosuwastatyna – hydrofilne. Z przewodu pokarmowego wchłaniają się w 30–50%.
| Statyna                                                                           | atorwastatyna   | ceriwastatyna | fluwastatyna                 | lowastatyna                  | pitawastatyna                | prawastatyna                                             | rosuwastatyna                        | simwastatyna |
| --------------------------------------------------------------------------------- | --------------- | ------------- | ---------------------------- | ---------------------------- | ---------------------------- | -------------------------------------------------------- | ------------------------------------ | ------------ |
| lek prekursorowy                                                                  | nie             | nie           | nie                          | tak                          | nie                          | nie                                                      | nie                                  | tak          |
| aktywne metabolity                                                                | tak             | tak           | nie                          | tak                          | mało                         | nie                                                      | mało                                 | tak          |
| dostępność biologiczna [%]                                                        | 12              | 60            | 19–29                        | 5                            | 80                           | 18                                                       | 20                                   | 5            |
| optymalna pora dawkowania                                                         | wieczór         | wieczór       | wieczór                      | rano lub wieczór z posiłkami | wieczór                      | wieczór                                                  | rano lub wieczór                     | wieczór      |
| wiązanie z białkami osocza [%]                                                    | 98              | >99           | >99                          | >95                          | 96                           | 43–55                                                    | 90                                   | 95–98        |
| wpływ pokarmu na dostępność biologiczną                                           | brak            | brak          | brak                         | zwiększenie                  | brak                         | zmniejszenie                                             | brak                                 | brak         |
| okres półtrwania [h]                                                              | 15–30           | 2-3           | 0,5-2,3                      | 2-4                          | 11                           | 1,3-2,8                                                  | 19                                   | 2-3          |
| czas do osiągnięcia stężenia maksymalnego [h]                                     | 2-3             | 2,5           | 0,5-1                        | 2-4                          | 11                           | 1,3-2,8                                                  | 19                                   | 2-3          |
| średnie maksymalne stężenie leku w surowicy [ng/ml]                               | 27–66           | 2,4           | 448                          | 10–20                        | 20                           | 45–55                                                    | 37                                   | 10–34        |
| lipofilność                                                                       | tak             | tak           | nie                          | tak                          | tak                          | nie                                                      | nie                                  | tak          |
| wydalanie nerkowe [%]                                                             | 2               | 24            | 6                            | 10                           | <2                           | 20                                                       | 10                                   | 13           |
| mechanizm metabolizmu wątrobowego                                                 | CYP3A4          | CYP3A4 CYP2C8 | CYP2C9                       | CYP3A4                       | CYP2C9                       | sulfonowanie                                             | CYP2C9 CYP2C19                       | CYP3A4       |
| wydalanie z kałem [%]                                                             | 70              | 70            | 90                           | 83                           | 93                           | 71                                                       | 90                                   | 58           |
| penetracja do ośrodkowego układu nerwowego                                        | nie             | tak           | nie                          | tak                          | nie                          | nie                                                      | nie                                  | tak          |
| maksymalna dawka dobowa [mg]                                                      | 80              | 0,3           | 80                           | 80                           | 4                            | 40                                                       | 40                                   | 80           |
| białka transportowe biorące udział metabolizmie wątrobowym i wydzielaniu do żółci | OATP1B1 OATP2B1 | OATP1B1       | OATP1B1 OATP1B3 OATP2B1 BSEP | OATP1B1                      | OATP1A2 OATP1B1 OATP1B3 BCRP | OATP1B1 OATP2B1 OATP1B3 OATP2B1 OAT3 BSEP BCRP MDR1 MRP2 | OATP1A2 OATP1B1 OATP1B3 OATP2B1 BCRP | OATP1B1      |

## Metabolizm
Szlak dystrybucji, metabolizmu oraz eliminacji statyn (białka wypierające oraz białka wychwytujące) (ABC – kaseta wiążąca ATP, MCT – białko transportujące kwasy monokarboksylowe, OATP – organiczny transporter anionowy, SLC – przenośnik substancji rozpuszczonych, SLCO – organiczny przenośnik substancji rozpuszczonych)

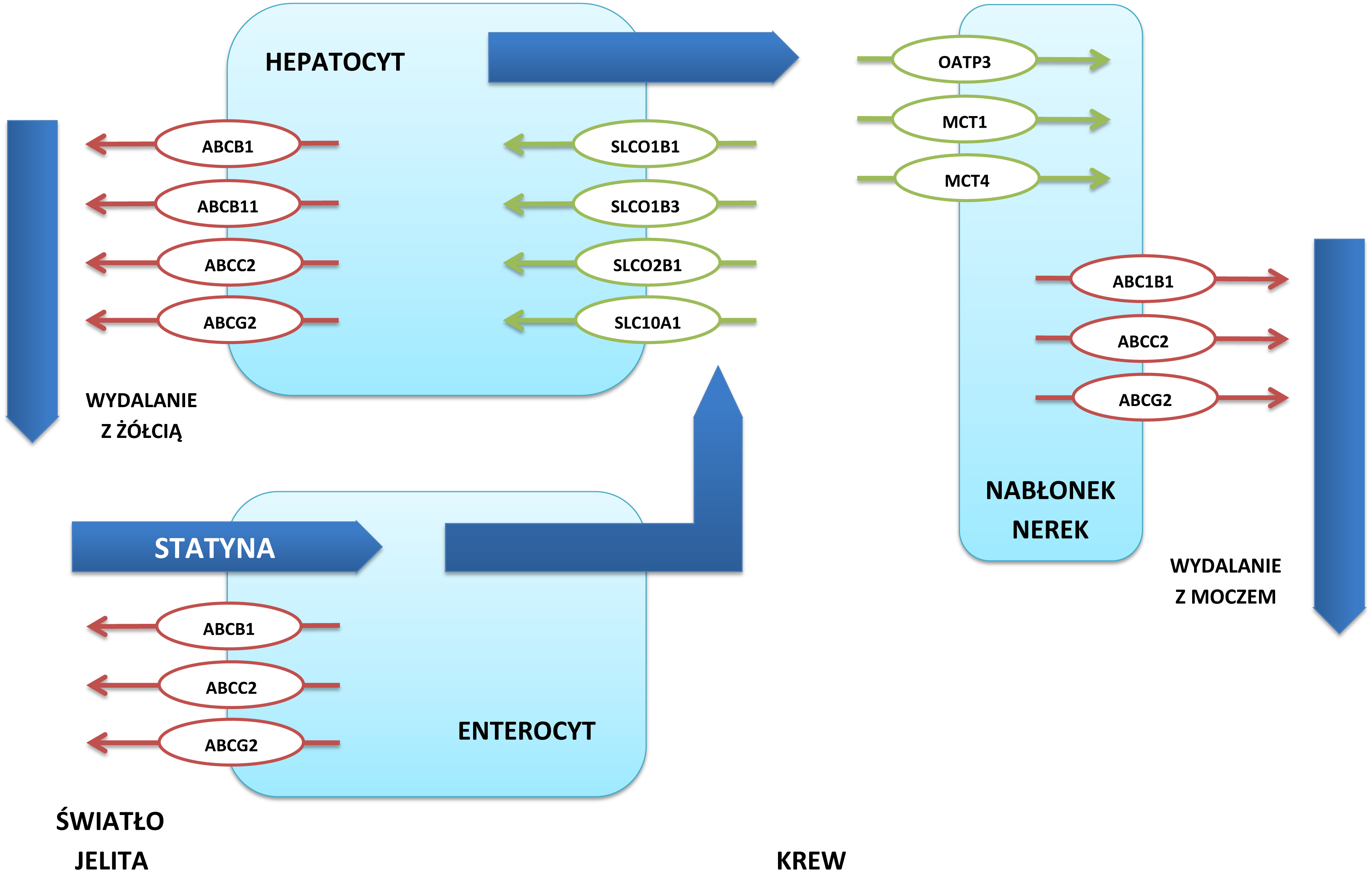

Wszystkie statyny, oprócz prawastatyny, która podlega najpierw chemicznemu rozkładowi w żołądku, a następnie w cytoplazmie komórek, są intensywnie metabolizowane w ścianie jelita oraz wątrobie przez różne izoenzymy cytochromu P450 przed dostaniem się do krążenia systemowego (efekt pierwszego przejścia). Lowastatyna i simwastyna, które są podawane w formie nieczynnych proleków, mogą wchodzić w jeden z dwóch szlaków metabolicznych – hydrolizy pierścienia laktonowego przez esterazy i peroksydazy do aktywnej pochodnej zawierającej ugrupowanie hydroksykwasowe i następnie przez CYP3A4 do nieaktywnych metabolitów, lub też bezpośrednio do nieaktywnych metabolitów przez CYP3A4 oraz w mniejszym stopniu przez CYP3A5. Dodatkowo statyny są przekształcane w postać laktonową w mechanizmie zależnym od koenzymu A. Natomiast u ludzi zależne od UDP-glukuronylotransferazy (UGT) przekształcenie statyn w postać laktonową odgrywa mniejszą rolę. Statyny z pierścieniem laktonowym jako podstawnikiem są szybciej metabolizowane przez enzymy CYP, niż te w których podstawnikiem jest łańcuch β-hydroksykwasu karboksylowego. Pitwastatyna, prawastatyna oraz rosuwastatyna są wydalane przede wszystkim przez wydzielanie do żółci w postaci niezmienionej.

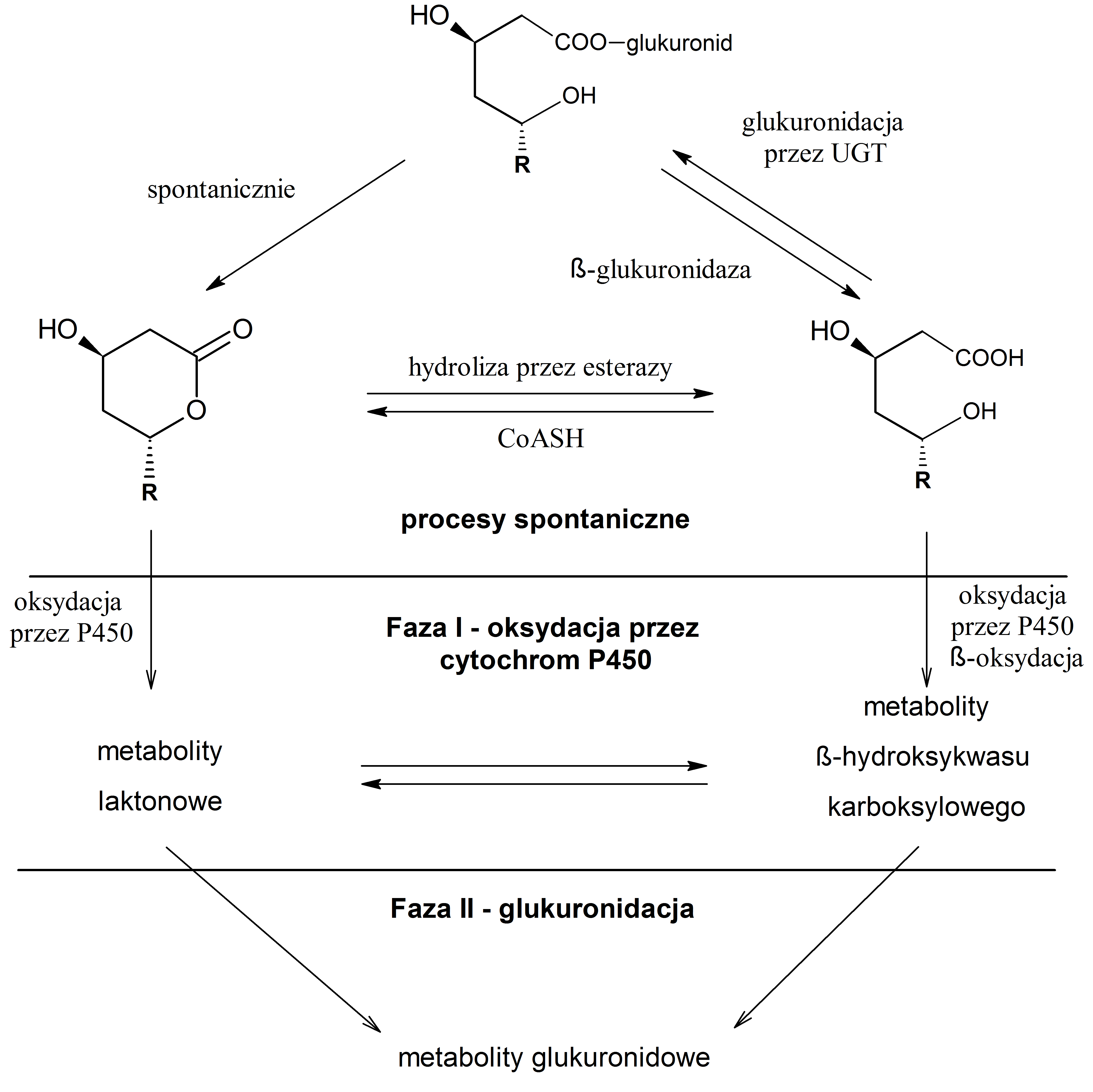
Typowy szlak metaboliczny statyn (z wyjątkiem prawastatyny)

Standardowe modele przypisują metabolizm statyn układowi cytochromów P450 w wątrobie, natomiast aktualnie klasyfikuje się następujące potencjalne szlaki metaboliczne:
- lipofilne statyny w postaci proleku z podstawnikiem w postaci pierścienia laktonowego takie jak simwastatyna są metabolizowane głównie przez enzymy układu CYP,
- hydrofilne statyny takie jak rosuwastatyna i prawastatyna są substratami wątrobowych pomp eksportu anionów organicznych (OATP), kotransportera taurocholanu sodu (NTCP) i nerkowych OATP,
- statyny takie jak fluwastatyna są metabolizowane przez enzymy układu CYP i są aktywnie transportowane do wnętrza komórki wątrobowej,
- wszystkie statyny mają powinowactwo do białka 2 oporności wielolekowej MRP2, zewnętrznej pompy eksportu kwasów żółciowych (BSEP), glikoproteiny P (P-gp) oraz białka oporności raka piersi (BCRP),
- istnieje delikatna równowaga pomiędzy transporterami białkowymi i metabolizmem przez enzymy układu CYP

| Statyna                      | atorwastatyna        | ceriwastatyna     | fluwastatyna | lowastatyna          | pitawastatyna     | prawastatyna              | rosuwastatyna                           | simwastatyna         |
| ---------------------------- | -------------------- | ----------------- | ------------ | -------------------- | ----------------- | ------------------------- | --------------------------------------- | -------------------- |
| metabolizm                   | +++                  | +++               | +++          | +++                  | ++                | +                         | +                                       | +++                  |
| liczba aktywnych metabolitów | 2                    | 2                 | nie ma       | 3                    | nieistotne        | 2                         | nieistotne                              | 3                    |
| enzymy CYP                   | CYP3A4 CYP2C8        | CYP3A4 CYP2C8     | CYP2C9       | CYP3A4 CYP3A5 CYP2C8 | CYP2C9            | CYP3A4                    | CYP2C9 CYP2C19                          | CYP3A4 CYP3A5 CYP2C8 |
| UGT                          | UGT1A1 UGT1A3 UGT2B7 | UGT1A1 UGT1A3     |              | UGT1A1 UGT1A3 UGT2B7 | UGT1A3 UGT2B7     |                           |                                         | UGT1A1 UGT1A3 UGT2B7 |
| białka wychwytujące          | SLCO1B1              | SLCO1B1           | SLCO1B1      | SLCO1B1 MCT4         | SLCO1B1 SLCO1B3   | SLCO1B1 SLCO2B1 OAT3 MCT1 | SLCO1B1 SLCO1B3 SLCO2B1 SLCO1A2 SLC10A1 | SLCO1B1              |
| białka wypierające           | ABCB1 ABCG2          | ABCB1 ABCC2 ABCG2 | ABCG2        | ABCB1                | ABCB1 ABCC2 ABCG2 | ABCB1 ABCB11 ABCC2 ABCG2  | ABCB1 ABCC2 ABCG2                       | ABCB1                |

## Zastosowania
Statyny stosowane są w leczeniu hipercholesterolemii u dzieci od 6 roku życia, młodzieży i dorosłych oraz prewencji pierwotnej i wtórnej incydentu sercowo–naczyniowego wraz z niefarmakologicznymi metodami leczenia.
Na podstawie metaanalizy najważniejszych badań dowiedziono, iż obniżenie LDL o każde 40 mg/dl powoduje:
- 10% redukcję śmiertelności ogólnej
- 20% redukcję ryzyka zgonu z przyczyn sercowo-naczyniowych
- 23% redukcję ryzyka wystąpienia głównych incydentów sercowo-naczyniowych
- 17% redukcję ryzyka udaru mózgu.

### Wskazania rejestracyjne
- leczenie pierwotnej hipercholesterolemii lub dyslipidemii mieszanej, jako uzupełnienie diety, gdy odpowiedź na dietę lub inne niefarmakologiczne metody leczenia (np. ćwiczenia fizyczne, zmniejszenie masy ciała) jest niewystarczająca[140][141][142][143][144][145][146][147]
- leczenie pierwotnej hipercholesterolemii u dorosłych, młodzieży i dzieci w wieku 6 lat i starszych (typu IIa, w tym heterozygotyczna hipercholesterolemia rodzinna) lub mieszana dyslipidemia (typu IIb), jako leczenie dodatkowe do diety, gdy stosowanie diety i innych niefarmakologicznych sposobów leczenia (np. ćwiczenia fizyczne, zmniejszenie masy ciała) jest niewystarczające[137][148][149]
- leczenie pierwotnej hipercholesterolemii u dorosłych, młodzieży i dzieci w wieku 6 lat i starszych (typu IIa, w tym rodzinna heterozygotyczna hipercholesterolemia) lub mieszana dyslipidemia (typu IIb), jako leczenie dodatkowe do diety, gdy stosowanie diety i innych niefarmakologicznych sposobów leczenia (np. ćwiczenia fizyczne, zmniejszenie masy ciała) jest niewystarczające[150][151]
- leczenie homozygotycznej hipercholesterolemii rodzinnej, jako uzupełnienie diety i innych metod prowadzących do zmniejszenia stężenia lipidów (np. aferezy LDL) lub jeśli takie leczenie jest niedostępne lub niewłaściwe[140][141][137][142][150]
- leczenie heterozygotycznej hipercholesterolemii rodzinnej[143][146]
- leczenie heterozygotycznej hipercholesterolemii rodzinnej u dzieci i młodzieży (chłopców w fazie II lub wyższej według skali Tannera oraz dziewcząt, u których minął co najmniej rok od pierwszej miesiączki, w wieku 10–17 lat)[140][141][142]
- zapobieganie dużym zdarzeniom sercowo-naczyniowym u pacjentów z dużym ryzykiem wystąpienia takiego zdarzenia po raz pierwszy, razem z działaniami mającymi na celu redukcję pozostałych czynników ryzyka[137][142][150][151]
- zmniejszenie hiperlipidemii występującej po przeszczepach u pacjentów otrzymujących leczenie immunosupresyjne po transplantacji narządu miąższowego[143][144]
- zmniejszenie zachorowalności i umieralności na choroby układu krążenia u pacjentów z jawną miażdżycą naczyń wieńcowych lub cukrzycą, z prawidłowym lub zwiększonym stężeniem cholesterolu, jako leczenie wspomagające mające na celu skorygowanie innych czynników ryzyka lub uzupełnienie innego leczenia zapobiegającego chorobom serca[140][141]
- zmniejszenie umieralności i zachorowalności na choroby układu krążenia u pacjentów z zawałem serca lub niestabilną dławicą piersiową w wywiadzie oraz z prawidłowym lub zwiększonym stężeniem cholesterolu, jako leczenie wspomagające w celu skorygowania innych czynników ryzyka[143][144]
- wtórna profilaktyka ciężkich epizodów wieńcowych po zabiegu przezskórnej interwencji wieńcowej[146]
- spowolnienie rozwoju miażdżycy naczyń wieńcowych u pacjentów z chorobą wieńcową w kompleksowym leczeniu zmierzającym do zmniejszenia stężenia całkowite cholesterolu i cholesterolu-LDL[149]

### Wytyczne europejskie ESC/EAS 2019
Europejskie Towarzystwo Kardiologiczne (ESC) oraz Europejskie Towarzystwo Miażdzycowe (EAS) wydało w 2019 uaktualnione wytyczne postępowania wpływającego na stężenie cholesterolu we krwi.
|                                                                                            |   |  |
| ocena ogólnego ryzyka sercowo-naczyniowego                                                 |   |  |
|                                                                                            | ↓ |  |
| decyzja o rozpoczęciu postępowania mającego na celu redukcję ryzyka sercowo-naczyniowego   |   |  |
|                                                                                            | ↓ |  |
| określenie docelowego stężenia LDL zgodnie z kategorią ryzyka                              |   |  |
|                                                                                            | ↓ |  |
| określenie procentowej redukcji stężenia LDL wymaganej do osiągnięcia celu terapeutycznego |   |  |
|                                                                                            | ↓ |  |
| wybór odpowiedniej statyny                                                                 |   |  |
|                                                                                            | ↓ |  |
| ocena skuteczności leczenia i ewentualne dostosowanie dawki                                |   |  |
|                                                                                            | ↓ |  |
| ocena skuteczności leczenia i ewentualne wdrożenie leczenia skojarzonego                   |   |  |

| Ryzyko      | Charakterystyka grupy pacjentów | docelowe stężenie LDL w mg/dl | docelowe stężenie LDL w mmol/l |
| ----------- | --- | ----------------------------- | ------------------------------ |
| bardzo duże | - choroba sercowo-naczyniowa rozpoznana na podstawie badań inwazyjnych lub nieinwazyjnych (koronarografia, scyntygrafia, echokardiografia obciążeniowa, ocena blaszek miażdżycowych w tętnicach szyjnych za pomocą ultrasonografii), przebyty zawał serca, ostry zespół wieńcowy, rewaskularyzacja wieńcowa (przezskórna interwencja wieńcowa, pomostowanie aortalno-wieńcowe) i inne zabiegi rewaskularyzacji tętniczej, udar niedokrwienny mózgu, choroba tętnic obwodowych - chorzy na cukrzycę (typu 1 lub typu 2) z ≥3 czynnikami ryzyka sercowo-naczyniowego i/lub z uszkodzeniem narządowym (takim jak mikroalbuminuria: 30–300 mg/24 h); cukrzyca typu 1 o długości trwania >20 lat - chorzy z ciężką przewlekłą chorobą nerek (GFR < 30 ml/min/1,73 m²) - chorzy na hiperlipidemię rodzinną z miażdżycą lub innym ważnym czynnikiem ryzyka - SCORE ≥10% | <55                           | <1,4                           |
| duże        | - osoby ze znacznie nasilonym pojedynczym czynnikiem ryzyka (np. ciężkim nadciśnieniem tętniczym, LDL-C > 4,9 mmol/l, TG > 8 mmol/l) - chorzy na cukrzycę (typu 1 lub typu 2) bez uszkodzenia narządowego, o czasie od zdiagnozowania > 10 lat lub innym dodatkowym czynniku ryzyka - chorzy z umiarkowaną przewlekłą chorobą nerek (GFR 30–59 ml/min/1,73 m²) - chorzy na hiperlipidemię rodzinną bez ważnego czynnika ryzyka - SCORE ≥5% – <10% | <70                           | <1,8                           |
| umiarkowane | - SCORE ≥1% – <5% - młodzi chorzy z cukrzycą typu 1 (< 35 rok życia) lub 2 (< 50 rok życia) z czasem od zdiagnozowania < 10 lat bez innego ważnego czynnika ryzyka | <100                          | <2,6                           |
| małe        | - SCORE <1% | <116                          | <3,0                           |

|  | Ryzyko osób bez rozpoznań bezpośrednio określających ryzyko zgonu sercowo-naczyniowego, określa się je na podstawie pięciu czynników ryzyka (płeć, wiek, palenie papierosów, stężenie cholesterolu całkowitego oraz skurczowe ciśnienie tętnicze) przy użyciu specjalnie opracowanych tabel SCORE odmiennych dla krajów niskiego ryzyka (Andora, Austria, Belgia, Cypr, Dania, Finlandia, Francja, Grecja, Hiszpania, Holandia, Irlandia, Islandia, Izrael, Luksemburg, Malta, Monako, Niemcy, Norwegia, Portugalia, San Marino, Słowenia, Szwajcaria, Szwecja oraz Wielka Brytania) oraz krajów wysokiego ryzyka (pozostałe kraje europejskie w tym Polska). Dla krajów bardzo wysokiego ryzyka (Armenia, Azerbejdżan, Białoruś, Bułgaria, Gruzja, Kazachstan, Kirgistan, Litwa, Łotwa, Macedonia, Mołdawia, Rosja, Ukraina oraz Uzbekistan) ryzyko podawane przez table SCORE może być zaniżone. |

| Ryzyko zgonu według SCORE (%) | Stężenie cholesterolu (mg%)    | Stężenie cholesterolu (mg%)    | Stężenie cholesterolu (mg%)    | Stężenie cholesterolu (mg%)    | Stężenie cholesterolu (mg%)    | Stężenie cholesterolu (mg%)    |
| Ryzyko zgonu według SCORE (%) | <70 mg%                        | 70–99                          | 70–99                          | 100–154                        | 155–190                        | >190                           |
| Ryzyko zgonu według SCORE (%) | <1,8                           | 1,8–2,4                        | 1,8–2,4                        | 2,5–3,9                        | 4,0–4,8                        | >4,9                           |
| Ryzyko zgonu według SCORE (%) | Stężenie cholesterolu (mmol/l) | Stężenie cholesterolu (mmol/l) | Stężenie cholesterolu (mmol/l) | Stężenie cholesterolu (mmol/l) | Stężenie cholesterolu (mmol/l) | Stężenie cholesterolu (mmol/l) |
| --- | ------------------------------ | ------------------------------ | ------------------------------ | ------------------------------ | ------------------------------ | ------------------------------ |
| <1 |                                |                                |                                |                                |                                |                                |
| 1–4 |                                |                                |                                |                                |                                |                                |
| 5–9 |                                |                                |                                |                                |                                |                                |
| ≥10 |                                |                                |                                |                                |                                |                                |
| bez interwencji zmiana stylu życia zmiana stylu życiu, w razie nieuzyskania kontroli należy rozważyć leczenie farmakologiczne zmiana stylu życiu, niezwłocznie wdrożenie leczenia farmakologicznego |                                |                                |                                |                                |                                |                                |

### Wytyczne amerykańskie ACC/AHA 2013
American College of Cardiology (ACC) i American Heart Association (AHA) wydały w 2013 wytyczne postępowania wpływającego na stężenie cholesterolu we krwi. Za terapię intensywną uznano taką terapię statynami, przy której LDL zostaje obniżony o ponad 50% (atorwastatyna 80 mg, rosuwastatyna 20–40 mg), natomiast za terapię umiarkowaną uznano taką terapię statynami, przy której LDL zostaje obniżony o ponad 30–49% (atorwastatyna 10–20 mg, rosuwastatyna 5–10 mg, simwastatyna 20–40 mg, prawastatyna 40–80 mg, lowastatyna 40 mg, fluwastatyna XL 80 mg, fluwastatyna 80 mg, pitawastatyna 2–4 mg).
| Charakterystyka grupy pacjentów | Sugerowane postępowanie    | docelowy % zmniejszenia LDL |
| --- | -------------------------- | --------------------------- |
| chorzy na chorobę sercowo-naczyniową na podłożu miażdżycy | intensywne                 | <50%                        |
| osoby z wyjściowym stężeniem LDL >190 mg/dl (4,9 mmol/l) | intensywne                 | <50%                        |
| chorzy z cukrzycą w wieku 40–75 lat ze stężeniem LDL-C 70–189 mg/dl (1,8–4,9 mmol/l) bez dowodów na chorobę sercowo-naczyniową | umiarkowane                | 30–49%                      |
| osoby bez choroby sercowo-naczyniowej i bez cukrzycy, w wieku 40–79 lat, ze stężeniem LDL-C 70–189 mg/dl (1,8–4,9 mmol/l) i 10-letnim ryzykiem choroby sercowo-naczyniowej na tle miażdżycy wyliczonego według kalkulatora ryzyka będącego integralną częścią tych wytycznych ≥7,5%. | umiarkowane lub intensywne | 30–49% lub <50%             |

### Zastosowania w trakcie badań

#### Osteoporoza
Osteoporoza określana jest zgodnie z definicją Światowej Organizacji Zdrowia jako zmniejszenie masy kostnej i przebudowę beleczek prowadzącą do wadliwej mikrostruktury kości, co razem powoduje ich osłabienie, a w konsekwencji większe ryzyko złamań. Częstość występowania pośród osób w wieku powyżej 50 r.ż. wynosi 14%, w tym u kobiet – 24%, u mężczyzn – 6%.
Patomechanizm osteoporozy inwolucyjnej (starczej) jest efektem zachodzących z wiekiem zmian w metabolizmie kości, prowadzących do ujemnego bilansu kostnego, poprzez obniżenie stężenia hormonów stymulujących kościotworzenie (estrogenów, testosteronu, hormonu wzrostu, zaburzenie funkcji insulinopodobnego czynnika wzrostu) oraz upośledzenie gospodarki wapniowo-fosforanowej (mniejsza podaż wapnia w diecie, zmniejszone wchłaniania wapnia z przewodu pokarmowego – spadek stężenia białek transportowych, obniżona kwaśność soku żołądkowego, upośledzenie biosyntezy aktywnej postaci witaminy D w wątrobie i nerkach, ograniczenia ekspozycji na światło słoneczne, zwiększonego wydzielania parathormonu).
W leczeniu stosuje się leki antykataboliczne/antyresorpcyjne (bifosfoniany, denosumab, hormonalna terapia zastępcza, selektywne modulatory receptora estrogenowego), anaboliczne (teryparatyd) oraz o mieszanym mechanizmie działania (ranelinian strontu).
Mechanizm wpływu statyn na procesy tworzenia i resorpcji tkanki kostnej nie jest w pełni wyjaśniony, aktualne dane wskazują na mieszany mechanizm działania:
- statyny stymulują ekspresję mRNA[163] dla morfogenicznego białka kości 2 (BMP-2) odgrywającego istotną rolę w różnicowaniu się osteoblastów oraz syntezie tkanki kostnej[163][161]
- redukują liczbę osteoklastów[161]
- hamują tworzenie osteoklastów aktywowane przez ligand aktywatora receptora jądrowego czynnika κ B[164]
- aktywują kinazę białkową Akt, powodując wzmożoną produkcję tlenku azotu przez śródbłonkową syntetazę[165]

Statyny wpływają na zmniejszenie ryzyka wystąpienia osteoporozy. Wpływ na metabolizm kostny mają przede wszystkim statyny lipofilne (simwastatyna, lowastatyna, atorwastatyna) oraz syntetyczne (fluwastatyna, atorwastatyna, rosuwastatyna). W badaniach in vitro pozytywny wpływ statyn jest jednoznaczny, natomiast w badania in vivo dają sprzeczne wyniki.

#### Choroby zakaźne
Choroby zakaźne (infekcyjne) są chorobami wywoływanymi przez biologiczne czynniki chorobotwórcze lub toksyczne substancje przez nie wydzielane, które zostały przeniesione od innej chorej osoby, zwierzęcia lub z rezerwuaru, zarówno bezpośrednio, jak i pośrednio przez nosiciela (roślinę, zwierzę, wektor lub przyrodę nieożywioną. Choroba taka rozwija się w organizmie człowieka w wyniku zakażenia patogenem przy niewystarczającej odpowiedzi układu immunologicznego.
Patomechanizm chorób infekcyjnych wyzwala odpowiedź obronną organizmu, w której jednym z mediatorów są cytokiny, na których regulację wytwarzania mają wpływ statyny poprzez zmniejszenie ilości izoprenoidów będących m.in. niesterolowymi prekursorami cholesterolu, które są niezbędne do prenylacji białek błonowych regulujących komunikację komórkową, w tym odpowiedź zapalną. Statyny wpływają również na odpowiedź zapalną poprzez zmniejszanie ekspresji antygenów klasy II układu głównej zgodności tkankowej (MHC II). Mechanizm wpływu statyn w chorobach infekcyjnych jest nieznany.
W leczeniu chorób infekcyjnych stosuje się leczenie przyczynowe (antybiotyki oraz leki przeciwwirusowe) oraz leczenie wspomagające.

##### Zapalenie płuc
Zapalenie płuc jest to infekcja, w której zmianom zapalnym spowodowanym biologicznymi czynnikami chorobotwórczymi ulegają pęcherzyki płucne w jednym lub obu płucach, wypełniają się płynem wysiękowym lub treścią ropną, powodując kaszel z odkrztuszaniem wydzieliny śluzowej lub ropnej, gorączkę, dreszcze oraz duszność.
Stwierdzono, że stosowanie statyn zmniejsza stopień reakcji zapalnej oraz śmiertelność pacjentów z zapaleniem płuc, szczególnie u pacjentów z POCHP, natomiast nie stwierdzono zmniejszenia zachorowalności na zapalenie płuc, zarówno szpitalne jak pozaszpitalne.

##### Grypa
Grypa jest zespołem objawów klinicznych związanych z ostrym zakażeniem układu oddechowego wywołanym przez wirusa grypy.
Stwierdzono, że stosowanie statyn zmniejsza śmiertelność pacjentów hospitalizowanych z powodu grypy poprzez wpływ na przebieg jej głównych powikłań takich jak bakteryjne zapalenie płuc, udar mózgu oraz nagły zgon sercowy.

##### Sepsa
Sepsa jest to zespół ogólnoustrojowej reakcji zapalnej powstały w wyniku zakażenia.
Prawdopodobnie stosowanie statyn może poprawić rokowanie, jednakże wyniki badań pozostają niejednoznaczne. Statyny nie wpływają na wyniki leczenia zespołu ostrej niewydolności oddechowej w przebiegu sepsy.

#### Przewlekła obturacyjna choroba płucna
Przewlekła obturacyjna choroba płuc (POChP) zgodnie z definicją GOLD jest to choroba poddająca się prewencji i leczeniu, z istotnymi zmianami pozapłucnymi, które mogą się przyczyniać do ciężkości stanu poszczególnych chorych. Zmiany płucne w POChP charakteryzują się niecałkowicie odwracalnym ograniczeniem przepływu powietrza przez drogi oddechowe. Ograniczenie to jest zwykle postępujące i wiąże się z nieprawidłową odpowiedzią zapalną płuc na szkodliwe pyły lub gazy. Częstość występowania pośród osób w wieku powyżej 40 r.ż. wynosi 10%, w tym u kobiet – 11,8%, u mężczyzn – 8,5%.
Patomechanizm przewlekłej obturacyjnej choroby płuc jest efektem przewlekłego zapalenia dróg oddechowych, miąższu płuc i naczyń płucnych, z udziałem makrofagów, limfocytów T CD8+ oraz neutrofilów, następującej w miąższu płucnym proteolizy będącej wynikiem zachwiania równowagi między aktywnością proteaz a inhibitorów proteaz oraz stresu oksydacyjnego.
W POCHP stosuje się w leczeniu objawowym leki antycholinergiczne, leki β-adrenergiczne, steroidy, inhibitory fosfodiesterazy typu 4 oraz teofilinę.
Mechanizm wpływu statyn w POCHP jest nieznany. Statyny zmniejszają ciśnienie w tętnicy płucnej oraz zapobiegają powstawaniu zmian rozedmowych.
Stwierdzono, że stosowanie statyn poprawia rokowanie, zmniejsza ilość i stopień zaostrzeń, wydłuża czas do intubacji, zmniejsza stopień spadku parametrów spirometrycznych oraz poprawę wydolności fizycznej. Stwierdzono 30–39% redukcję śmiertelności u pacjentów z POCHP, szczególnie w grupie z podwyższonymi wskaźnikami stanu zapalnego (CRP> 3 mg/dl). Statyny nie zmniejszają ilości zaostrzeń, ani też nie wydłużają czasu do pierwszego zaostrzenia u pacjentów z wysokim ryzykiem wystąpienia zaostrzeń.

#### Choroba Alzheimera
Choroba Alzheimera jest to choroba otępienna spełniająca kryteria rozpoznawcze zgodnie z DSM lub NINCDS-ADRDA. Częstość występowania pośród osób w wieku powyżej 65 r.ż. wynosi 4,4%.
Patomechanizm choroby Alzheimera jest efektem odkładania się w mózgu nieprawidłowych złogów Aβ-amyloidu oraz nadmiernie ufosforylowanego białka tau, które powodują śmierć komórek nerwowych najczęściej w mechanizmie apoptozy. Mechanizm wpływu poziomu cholesterolu w osoczu na rozwój otępienia pozostaje nieznany. Bariera krew-mózg jest całkowicie nieprzepuszczalna dla cholesterolu i jego jedynym źródłem jest synteza w komórkach centralnego układu nerwowego.
W chorobie Alzheimera stosuje się w leki poprawiające sprawność poznawczą – inhibitory acetylocholinoesterazy oraz memantynę – a w leczeniu objawowym leki przeciwdepresyjne oraz leki przeciwpsychotyczne.
Statyny w badaniach in vitro hamują aktywność acetylocholinoesterazy, zmniejszają zawartość cholesterolu w listku zewnętrznym synaptosomów, w badaniach in vitro i in vivo obniżają poziom amyloidu Aβ42 i Aβ40.
Udowodniono, iż statyny zmniejszają ryzyko otępienia u osób w wieku powyżej 50 lat, niezależnie od wyjściowego poziomu cholesterolu i niezależnie od leczenia innymi lekami obniżającymi jego poziom, co wskazuje na inny mechanizm wpływu statyn niż zmniejszanie stężenia cholesterolu. Natomiast nie potwierdzono wpływu statyn na poprawę funkcji poznawczych u chorych ze zdiagnozowaną chorobą Alzheimera.

#### Choroby nowotworowe
Statyny wpływają na karcynogenezę poprzez regulację prenylacji (procesów potranslacyjnych) białek z rodziny Ras. Statyny zmniejszają proliferację i migrację komórek nowotworowych oraz zatrzymanie cyklu komórkowego. Statyny hamują szlak mewalonowy, który jest regulowany w mechanizmie sprzężenia zwrotnego dodatniego przez p53, powodując odwrócenie nowotworowego fenotypu komórek ze zmutowanym genem p53. Statyny zwiększają również wrażliwość komórek nowotworowych na radioterapię.
Przeciwnowotworowe działanie statyn zaobserwowano na modelu zwierzęcym w czerniaku złośliwym, raku piersi, raku trzustki, raku jelita grubego, mięsakach, chłoniakach i glejakach.
W przeprowadzonych badaniach klinicznych nie potwierdzono wpływu statyn na zapadalność na nowotwory złośliwe i umieralność z powodu nowotworów złośliwych. W przeprowadzonej analizie Krajowego Rejestru Nowotworów w Danii stwierdzono mniejszą umieralność na nowotwory złośliwe o 15% w grupie osób leczonych statynami przed jego rozpoznaniem niezależnie od dawki stosowanej statyny. W raku piersi stosowanie statyn nie zmniejszyło zapadalności, jednak mogło wpływać na jego podtyp histologiczny, zwiększając odsetek guzów o niższym stopniu zaawansowania i złośliwości, z ekspresją receptorów estrogenowych. W raku gruczołu krokowego w stwierdzono zmniejszenie ryzyka jego wystąpienia u pacjentów leczonych statynami. W raku wątrobowokomórkowym wykazano istotne przedłużenie czasu przeżycia.

#### Endometrioza
Endometrioza jest to choroba charakteryzująca się obecnością komórek błony śluzowej trzonu macicy (endometrium) poza jamą macicy (komórki ektopowe). Komórki te (i ich podścielisko) przypominają budową komórki znajdujące się wewnątrz jamy (endometrium) i wykazują aktywność wydzielniczą. Częstość jej występowania u kobiet w wieku rozrodczym wynosi 6–10%.
Patomechanizm endometriozy nie został wyjaśniony. Przyjmuje się, że podstawowym mechanizmem jest wsteczne miesiączkowanie, czyli przedostawanie się krwi miesiączkowej przez jajowody do jamy otrzewnowej i w dalszym etapie wszczepianie się złuszczonych komórek endometrialnych w otrzewną przy współistniejących zaburzeniach miejscowej odpowiedzi immunologicznej – ekspresji cząsteczek adhezyjnych, wydzielania cytokin i odpowiedzi komórkowej.
W endometriozie stosuje się w leczeniu objawowym niesteroidowe leki przeciwzapalne, preparaty estrogenowo-progesteronowe, progestageny, wkładkę domaciczną uwalniającą lewonorgestrel, danazol, analogi gonadoliberyny, inhibitory aromatazy, selektywne modulatory receptorów progesteronu oraz gestrinon.
Statyny hamują angiogenezę i proliferację ludzkich komórek endometrium in vitro poprzez inhibicję ekspresji naczyniowo-śródbłonkowego czynnika wzrostu (VEGF), indukują ich apoptozę poprzez aktywację kaspazy 3 i 7, fragmentacji DNA oraz wywoływanie zmian w ich cytoszkielecie, a także redukują wielkość oraz liczbę wszczepów komórkowych.
Rola statyn w leczeniu endometriozy wymaga dalszych badań klinicznych, które pozwolą na ustalenie korzyści z ich stosowania w tej chorobie.

#### Zespół wielotorbielowatych jajników
Zespół wielotorbielowatych jajników jest najczęstszym schorzeniem endokrynologicznym wśród kobiet w wieku rozrodczym, skutkujący niepłodnością i hiperandrogenizmem oraz mającego wpływ na powstanie odległych powikłań. Częstość występowania w kobiet w wieku rozrodczym wynosi 4–12%.
W zespole wielotorbielowatych jajników stosuje się w leczeniu objawowym leki antykoncepcyjne, klomifen, metforminę, gonadotropiny, spironolakton, cyproteron, flutamid oraz finasteryd.
W metabolicznym fenotypie zespołu wielotorbielowatych janików statyny mogą wtórnie łagodzić objawy, poprzez zmniejszanie przewlekłego zapalenia i poprawie profilu lipidowego, jednocześnie pogłębiając Insulinooporność, stosowanie powinno być ograniczone do wskazań wynikających ze stosowania statyn.

#### Nefropatia kontrastowa
Nefropatia kontrastowa jest to sytuacja kliniczna, w której stężenie kreatyniny wzrasta o co najmniej 25% lub dochodzi do bezwzględnego zwiększenia jej stężenia o minimum 0,5 mg/dl (44,2 µmol/l) w stosunku do wartości wyjściowej w ciągu trzech dni od podania środka kontrastowego. Częstość występowania nefropatii pokontrastowej szacuje się na od 1–3% u osób bez czynników ryzyka do 25–50% w przypadku występowania wielu czynników ryzyka i dotyczy głównie chorych po dotętniczym podaniu środka kontrastowego. Nefropatia wywołana przez środek kontrastowy jest trzecią co do częstości przyczyna wystąpienia ostrej niewydolności nerek.
Patomechanizm nefropatii kontrastowej jest wieloczynnikowy. W pierwszej fazie następuje rozszerzenie naczyń nerkowych niezależne od śródbłonka, następnie dochodzi do uwalniania adenozyny przez komórki plamki gęstej, uwalniania endoteliny i w efekcie do dysregulacji wytwarzania prostaglandyn. W drugiej fazie następuje upośledzenie aktywności syntazy tlenku azotu i zmniejszenie syntezy i uwalniania tlenku azotu. Następstwem jest skurcz naczyń nerkowych i niedokrwienie miąższu nerkowego oraz uszkodzenie cewek nerkowych. Powoduje to przedłużenie kontaktu z miąższem nerkowym radiologicznych środków kontrastujących, które wykazują działanie nefrotoksyczne.
W zapobieganiu zaleca się optymalne leczenie zachowawcze: statyny, leki beta-adrenolityczne oraz inhibitory konwertazy angiotensyny lub antagonisty receptora angiotensyny II oraz odpowiednie nawadnianie pacjentów.
Stwierdzono, iż leczenie statynami przed podaniem kontrastu zmniejsza ryzyko nefropatii kontrastowej zarówno u pacjentów bez czynników ryzyka jak z niewydolnością nerek oraz cukrzycą, niezależnie od poziomu cholesterolu frakcji LDL.

## Interakcje
Metabolizm i eliminacja statyn oraz potencjalne mechanizmy ich interakcji lekowych (P450 – cytochrom P450, gp P – glikoproteina P, AT – atorwastatyna, CV – ceriwastatyna, FV – fluwastatyna, LV – fluwastatyna, PT – pitawastatyna, PV – prawastatyna, RS – rosuwastatyna, SV – simwastatyna)

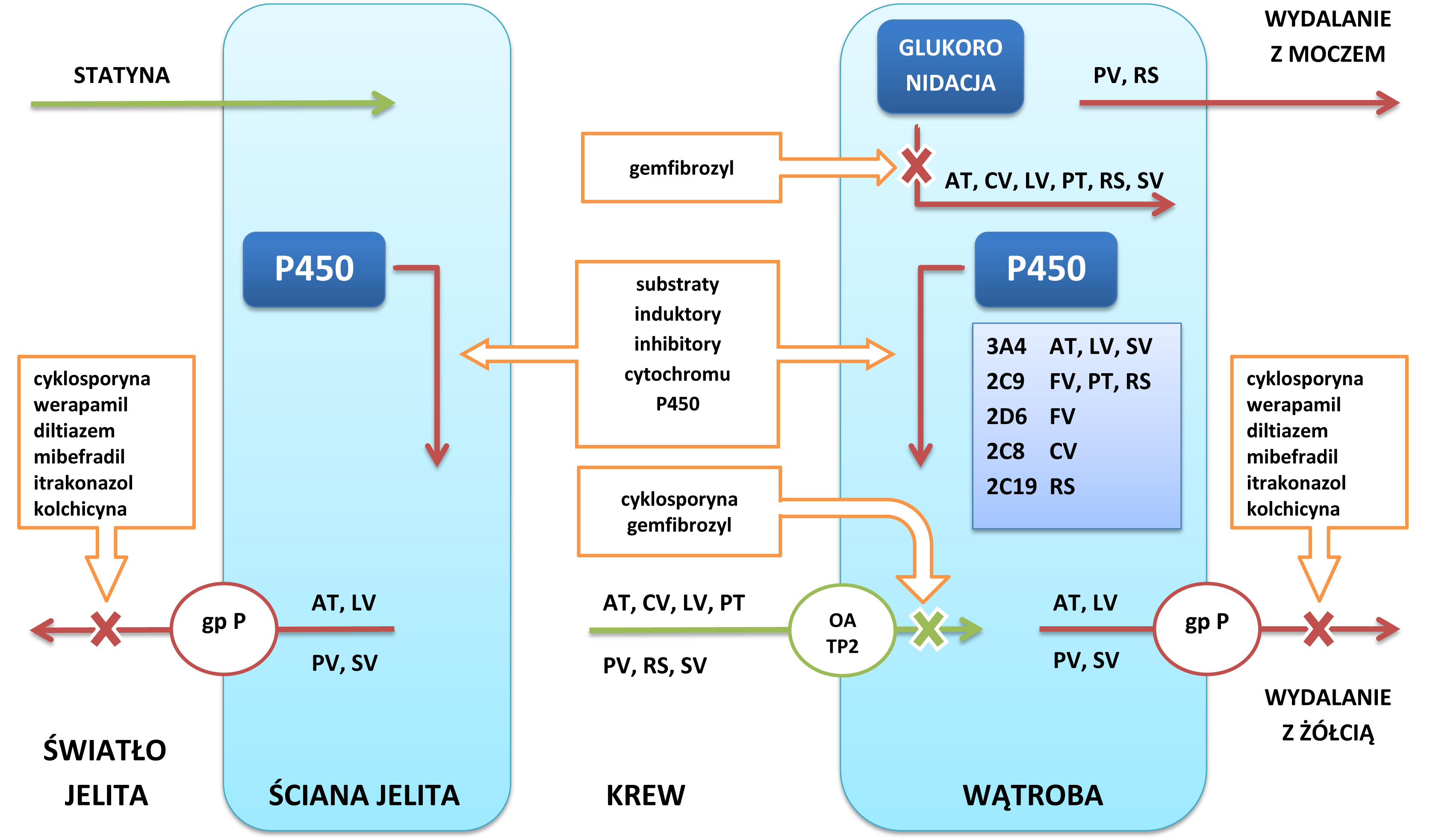

Leki mogą wpływać na farmakokinetykę statyn w kilku mechanizmach jednocześnie. Silne inhibitory izoenzymów cytochromu P450 powodują zahamowanie metabolizmu statyn, nasilenie działania farmakologicznego oraz wzrost ryzyka działania hepatotoksycznego i miotoksycznego. Sprzęganie aktywnych form statyn z kwasem glukuronowym prowadzi w dalszym etapie do ich samoistnej cyklizacji w nieaktywne metabolity laktonowe, a zahamowanie procesu glukuronidacji prowadzi do wzrostu stężenia aktywnych metabolitów statyn w osoczu krwi i wzrostu ryzyka miopatii i rabdomiolizy. Organiczne transportery anionowe odpowiadają zarówno za transport statyn do komórki wątrobowej, jak i za eliminację statyn z organizmu do światła jelita oraz do żółci i ich zahamowanie prowadzi do wzrosty stężenia statyn w osoczu krwi.
| Statyna         | atorwastatyna | ceriwastatyna | fluwastatyna | lowastatyna | pitawastatyna | prawastatyna | rosuwastatyna | simwastatyna |
| --------------- | ------------- | ------------- | ------------ | ----------- | ------------- | ------------ | ------------- | ------------ |
| cyklosporyna    | 6-15          | 4             | 2-4          | 5-20        | 5             | 5–10         | 5–10          | 6-8          |
| diltiazem       | (?)           | (?)           | ≈            | 3-8         | ≈             | ≈            | ≈             | 3-8          |
| erytromycyna    | 1,5-5         | <1,5          | ≈            | 4-12        | ≈             | ≤2           | ≈             | 4-12         |
| gemfibrozyl     | <1,5          | 4-6           | ≈            | 2-3         | ≤1,5          | 2            | 2             | 2-3          |
| itrakonazol     | 2-4           | <1,5          | ≈            | 5-20        | ≈             | ≈            | ≈             | 5-20         |
| klarytromycyna  | 1,5-5         | <1,5          | ≈            | 4-12        | ≈             | ≤2           | ≈             | 4-12         |
| werapamil       | (?)           | (?)           | ≈            | 3–8         | ≈             | ≈            | ≈             | 3–8          |
| sok grejprutowy | 1–4           | <1,5          | ≈            | 2–10        | ≈             | ≈            | ≈             | 2–10         |
| karbamazepina   | 60–90%        | (?)           | 50%          | 70–95%      | (?)           | 30%          | (?)           | 70–95%       |
| ryfampicyna     | 60–90%        | (?)           | 50%          | 70–95%      | (?)           | 30%          | (?)           | 70–95%       |

Terapia u 30% pacjentów leczonych statynami zawiera w swoim składzie co najmniej jeden lek mogący potencjalnie wchodzić z nimi w interakcje, jednakże występują one tylko w 3% przypadków.
| Statyna                                | Leki przy stosowaniu których zachodzi konieczność | Leki przy stosowaniu których zachodzi konieczność                                                                                 | Leki przy stosowaniu których zachodzi konieczność |
| Statyna                                | odstawienia statyn | zmniejszenia dawki statyn | zachowania ostrożności |
| -------------------------------------- | --- | --- | --- |
| atorwastatyna lowastatyna simwastatyna | silne inhibitory CYP3A3 - azolowe leki przeciwgrzybicze - boceprewir - klarytromycyna - erytromycyna - nefazodon - inhibitory proteaz - telaprewir silne induktory CYP3A3 - karbamazepina - deksametazon - newirapina - fenobarbital - fenytoina - ryfampicyna - dziurawcowate cyklosporyna gemfibrozyl | inhibitory CYP3A3 - amiodaron - danazol - diltiazem - dronedaron - sok grejpfrutowy - izoniazyd - werapamil amlodypina ranolazyna | kolchicyna fenofibrat warfaryna |
| fluwastatyna                           | gemfibrozyl | cyklosporyna flukonazol | inhibitory CYP2C9 - amiodaron - azolowe leki przeciwgrzybicze - fluoksetyna - kotrimoksazol/trimetoprym induktory CYP2C9 - karbamazepina - fenobarbital - fenytoina - ryfampicyna kolchicyna fenofibrat warfaryna                                           |
| pitawastatyna                          | gemfibrozyl cyklosporyna | | inhibitory CYP2C9 - amiodaron - azolowe leki przeciwgrzybicze - fluoksetyna - kotrimoksazol/trimetoprym induktory CYP2C9 - karbamazepina - fenobarbital - fenytoina - ryfampicyna kolchicyna fenofibrat inhibitory proteaz warfaryna                        |
| prawastatyna                           | gemfibrozyl | | kolchicyna cyklosporyna fenofibrat warfaryna |
| rosuwastatyna                          | gemfibrozyl | cyklosporyna inhibitory proteaz                                                                                                   | inhibitory CYP2C9 - amiodaron - azolowe leki przeciwgrzybicze - fluoksetyna - kotrimoksazol/trimetoprym inhibitory CYP2C19 - fluwoksamina induktory CYP2C9/CYP2C19 - karbamazepina - fenobarbital - fenytoina - ryfampicyna kolchicyna fenofibrat warfaryna |

### Fibraty
Fibraty oraz statyny mogą powodować miopatię, jednakże ryzyko jej wystąpienia przy leczeniu skojarzonym fibratami i statynami nie jest wyższe, z wyjątkiem leczenia skojarzonego z gemfibrozylem. Leczenie skojarzone z gemfibrozylem zwiększa ryzyko rabdomiolizy 15-krotnie (przy leczeniu ceriwastatyną 33-krotnie) w stosunku do leczenia skojarzonego z fenofibratem.

#### Gemfibrozyl
Gemfibrozyl ma wielopoziomowy wpływ na farmakokinetykę i farmakokinetykę statyn poprzez:
- hamowanie glukuronidacji
- hamowanie aktywności CYP2C8 i CYP2C9
- hamowanie białka transportowego OATP2

Jednoczesne stosowanie statyn z gefibrozylem powoduje ryzyko wystąpienia miopatii wyższe niż suma ryzyka stosowania tych leków w monoterapii. Stosowanie statyn razem z gemfibrozylem powoduje 15-krotny wzrost ryzyka rabdomiolizy, a stosowanie ceriwastatyny razem z gemfibrozylem powoduje 33-krotny wzrost ryzyka rabdomiolizy w stosunku do leczenia skojarzonego z fenofibratem.

#### Fenofibrat
Fenofibrat na wpływ jedynie na farmakokinetykę statyn i nie wpływa na stężenie statyn w osoczu krwi. Nie wpływa również na glukuronidację, aktywność izoenzymu CYP2C8 i jest dużo słabszym niż gemfibrozyl induktorem izoenzymu CYP2C9.

### Cyklosporyna
Cyklosporyna, lek stosowany powszechnie po zabiegach przeszczepiania narządów i tkanek, jest silnym inhibitorem licznych białek transportowych OATP1B1, NTCP, OATP2B1, OATP1B3, MRP2, MDR1 oraz CYP3A4. Cyklosporyna zwiększa AUC (pole pod krzywą) statyn od 2-24 razy, jednakże u pacjentów występują istotne indywidualne różnice. Cyklosporyna wywiera najmniejszy wpływ na fluwastatynę. Interakcje cyklosporyny ze statynami są tym istotniejsze, iż większość pacjentów po przeszczepach znajduje się z grupie wysokiego ryzyka sercowo-naczyniowego.

### Produkty spożywcze
Produkty spożywcze mogą wpływać na farmakokinetykę i farmakodynamikę statyn, zwiększając ryzyko działań ubocznych oraz zmniejszając siłę ich działania.

#### Sok grejpfrutowy
Sok grejpfrutowy wpływa na metabolizm wielu leków, w tym atorwastatyny, lowastatyny oraz simwastatyny w mechanizmie nieodwracalnej inhibicji jelitowego cytochromu P450 3A4, co prowadzi do zmniejszenia efektu pierwszego przejścia i zwiększenia ich biodostępności. Sok grejpfrutowy powoduje również inhibicję glikoproteiny P, zmniejszając zwrotny transport leków do światła jelita i poprzez ten mechanizm wpływając na biodostępność atorwastatyny, lowastatyny, pitawastatyny, prawastatyny oraz simwastatyny oraz in vitro inhibicję lipeptydów transportujących aniony organiczne (OATP), zmniejszając wchłanianie leków. Biologiczne znaczenie tych dwóch ostatnich mechanizmów pozostaje niejasne. Interakcja jest spowodowana zawartymi w soku grejpfrutowym flawonoidami i furanokumarynami.

#### Pozostałe produkty spożywcze
| Produkt spożywczy        | Statyna | Wywierany wpływ na farmakokinetykę i farmakodynamikę        |
| ------------------------ | --- | ----------------------------------------------------------- |
| Pektyna                  | lowastatyna                                                                                                | zmniejszanie wchłaniania                                    |
| Etanol                   | fluwastatyna                                                                                               | nie wpływa na bezpieczeństwo i skuteczność                  |
| Fitosterole              | atorwastatyna ceriwastatyna fluwastatyna lowastatyna pitawastatyna prawastatyna rosuwastatyna simwastatyna | zwiększają skuteczność statyn                               |
| Kwas linolowy            | simwastatyna                                                                                               | skracają okres półtrwania poprzez aktywację cytochromu P450 |
| Kwas oleinowy            | simwastatyna                                                                                               | zwiększają skuteczność                                      |
| Kwasy tłuszczowe omega-3 | atorwastatyna prawastatyna simwastatyna                                                                    | nie wpływa na farmakokinetykę zwiększają skuteczność        |
| Otręby owsiane           | lowastatyna                                                                                                | zmniejszanie wchłaniania                                    |
| Sok pomarańczowy         | prawastatyna                                                                                               | zwiększa AUC nie zwiększa eliminacji                        |
| Sok pomarańczowy         | simwastatyna                                                                                               | nie wpływa na farmakokinetykę                               |
| Sok z granatu            | rosuwastatyna                                                                                              | pojedynczy przypadek rabdomiolizy                           |

## Przeciwwskazania i środki ostrożności

### Przeciwwskazania
Istnieją następujące przeciwwskazania stosowania statyn:
- znana nadwrażliwość na statynę lub którykolwiek ze składników pomocniczych preparatu,
- czynna choroba wątroby lub utrzymujące się, niewyjaśnione zwiększenie aktywności aminotransferaz w surowicy przekraczające trzykrotnie górną granicę normy,
- ciąża i okres karmienia piersią

### Środki ostrożności
Należy zachować ostrożność u pacjentów z czynnikami predysponującymi do działań ubocznych statyn:
- liczne lub ciężkie schorzenia współistniejące
- zaburzenia czynności wątroby
- zaburzenia czynności nerek
- nietolerancja statyn w przeszłości
- indywidualny lub rodzinny wywiad świadczący o chorobach układu mięśniowego
- niewyjaśnione zwiększenie aktywności AlAT w surowicy przekraczające trzykrotnie górną granicę normy
- szczególne grupy pacjentów
- zażywanie leków wpływających na metabolizm statyn
- wiek powyżej 75 lat.

Dodatkowe czynniki ryzyka działań ubocznych wysokich dawek statyn:
- przebyty udar krwotoczny
- pochodzenie azjatyckie (Japończycy, Chińczycy oraz Koreańczycy)

#### Monitorowanie bezpieczeństwa leczenia statynami
| Parametr                    | Wskazania do wykonywania                                                                                         | Wartości graniczne |
| --------------------------- | --- | --- |
| kinaza fosfokreatyny (CPK)  | - brak wskazań do rutynowego oznaczania - konieczne oznaczenie w przypadku wystąpienie bólu mięśni               | - wzrost 10-krotnie powyżej górnej granicy normy – redukcja dawki statyny - objawy ostrego bólu mięśni – odstawienie statyny |
| aminotransferazy (AST, ALT) | - oznaczenie przed leczeniem - w 6. i 12. tygodniu leczenia - 2-3 razy w roku (zwykle z oznaczeniem lipidogramu) | - wzrost 3-krotnie powyżej górnej granicy normy – odstawienie statyny                                                        |

#### Przed leczeniem
Istnieją następujące sytuacje kliniczne, w jakich należy zachować ostrożność przed leczeniem:
| Grupa docelowa | Zalecane postępowanie                                                                                                   |
| --- | --- |
| wszyscy pacjenci | ukierunkowany wywiad na dolegliwości ze strony układu mięśniowego oznaczenie aktywności aminotransferaz (AST, ALT)      |
| obecność czynników predysponujących do rabdomiolizy - nietolerancja statyn w przeszłości, - indywidualny lub rodzinny wywiad świadczący o chorobach układu mięśniowego, - wiek >75 lat, - zażywanie leków wpływających na metabolizm statyn | ocena ryzyka terapii w stosunku do możliwych korzyści oznaczenie poziomu kinazy kreatynowej przed rozpoczęciem leczenia |

#### Podczas leczenia
Sytuacje kliniczne wymagające wdrożenia dalszego postępowania podczas leczenia statynami:
| Grupa docelowa | Zalecane postępowanie                 |
| --- | ------------------------------------- |
| występowanie objawów ze strony układu mięśniowego - bóle mięśniowo-szkieletowe - zwiększona wrażliwość na ból - sztywność - skurcze - osłabienie - uczucie ogólnego zmęczenia | pomiar aktywności kinazy kreatynowej  |
| występowanie objawów uszkodzenia wątroby - wyczerpanie - osłabienie - utrata łaknienia - bóle brzucha - ciemny mocz - zażółcenie skóry - zażółcenie twardówek                 | pomiar aktywności enzymów wątrobowych |

## Działania niepożądane
Istotnymi działaniami ubocznymi statyn są hepatotoksyczność, miotoksyczność oraz działanie prodiabetogenne (in. diabetogenne). Profil bezpieczeństwa poszczególnych statyn nie wykazuje istotnych różnic. Inne badania wskazują, że głównymi udokumentowanymi działaniami niepożądanymi terapii statynowej jest miopatia (ból i osłabienie mięśniowe w połączeniu z wysokim poziomem kinazy kreatyninowej we krwi), wystąpienie nowych przypadków cukrzycy i prawdopodobne zwiększenie częstości udarów krwotocznych.
Czynniki ryzyka działań ubocznych statyn:
- wyższa dawka statyn
- interakcje lekowe
- polipragmazja
- niska waga
- niepełnosprawność
- zabieg chirurgiczny
- zakażenie
- wysiłek fizyczny
- podeszły wiek
- ludzie rasy żółtej (Japończycy, Chińczycy, Koreańczycy)
- płeć żeńska
- niewydolność nerek
- niewydolność wątroby
- alkoholizm
- nadciśnienie tętnicze
- cukrzyca
- otyłość
- wysoki poziom trójglicerydów
- podwyższony poziom CPK w wywiadzie
- rozpoznana, nierozpoznana oraz bezobjawowa niedoczynność tarczycy
- miopatia w wywiadzie
- rodzinne obciążenie miopatią
- miopatie po lekach obniżających poziom lipidów
- hiperkaliemia
- mutacje genetyczne związane z dysfunkcją mitochondriów
- polimorfizm pojedynczego nukleotydu C allelu rs4149056 zlokalizowany w genie SLCO1B1 na chromosomie 12
- izoenzym CYP2D6*4
- inne warianty izoenzymu CYP2D6
- polimorfizm genu ABCB1
- warianty genetyczne genu receptora serotoniny

### Działanie hepatoksyczne
Zaburzenia funkcji wątroby występują u 3% pacjentów, stwierdzane są najczęściej podczas pierwszych 3 miesięcy leczenia i są całkowicie odwracalne. Najczęściej występuje bezobjawowe podwyższenie enzymów wątrobowych. Przy leczeniu niskimi i średnimi dawkami statyn podwyższeniu ulegają aminotransferaza asparaginianowa (AspAT) oraz aminotransferaza alaninowa (AlAT), natomiast fosfataza alkaliczna (FA), gamma-glutamylotranspeptydaza (GGTP) oraz bilirubina pozostają prawidłowe lub nieznacznie podwyższone. Normalizacja poziomów enzymów wątrobowych następuje po odstawieniu leku, zmniejszeniu jego dawki lub też samoistnie w trakcie leczenia. U 70% pacjentów normalizacja poziomów enzymów wątrobowych następuje samoistnie przy kontynuacji leczenia w niezmienionej dawce. Stwierdzono jedynie 3 przypadki ostrego uszkodzenia wątroby (w tym dwa u chorych przyjmujących ceriwastatynę), w których konieczne było przeszczepienie wątroby.
Podwyższenie AlAT przekraczające trzykrotnie górną granicę normy jest wskazaniem do odstawienia statyn.
Choroby wątroby, w których stosowanie statyn nie jest przeciwwskazane:
- bezobjawowe podwyższenie enzymów wątrobowych
- niealkoholowe stłuszczeniowe zapalenie wątroby
- wirusowe zapalenie wątroby typu C
- marskość wątroby klasa A według skali Childa-Pugha

Choroby wątroby, w których stosowanie statyn jest przeciwwskazane:
- zdekompensowana marskość wątroby
- ostra niewydolność wątroby

Mechanizm ostrej niewydolności wątroby spowodowanej statynami pozostaje niejasny. Możliwymi mechanizmami są nakładanie się działania statyn z chorobą wątroby na tle autoimmunologicznym u osób genetycznie predysponowanych lub też reakcja idiosynkrazji.

### Działanie miotoksyczne
Bóle mięśniowe bez współistniejącego wzrostu kinazy kreatynowej występują u 5–10% osób przyjmujących statyny. Miopatia jest rzadkim, pojawiającym się nie częściej niż u 0,1% leczonych, powikłaniem leczenia wszystkimi inhibitorami reduktazy HMG-CoA, objawiającą się bólem mięśniowym, tkliwością mięśni lub osłabieniem ich siły z towarzyszącym ponad dziesięciokrotnym zwiększeniem aktywności kinazy kreatynowej. Miopatia czasem przechodzi w rabdomiolizę, której może towarzyszyć ostra niewydolność nerek, spowodowana wydalaniem mioglobiny w moczu. Na podstawie przeprowadzonych metaanaliz dotychczasowych badań klinicznych stwierdzono, iż rabdomioliza występuje u 0,02% pacjentów.
Czynnikami predysponującymi do rabdomiolizy są:
- wiek > 80 lat
- niedoczynność tarczycy
- nadużywanie alkoholu
- wysiłek fizyczny, przekraczający wydolność organizmu
- duża liczba przyjmowanych leków
- płeć żeńska
- zaburzenia czynności nerek
- niedoczynność tarczycy
- hipoalbuminemia
- indywidualny lub rodzinny wywiad świadczący o dziedzicznych miopatiach
- wcześniejsze występowanie objawów toksycznych w zakresie układu mięśniowego za zastosowaniu leków z grupy inhibitorów reduktazy HMG-CoA lub fibratów

| Stężenie kinazy kreatynowej [N = norma]  | Objawy rabdomiolizy | Zalecane postępowanie                           |
| ---------------------------------------- | ------------------- | ----------------------------------------------- |
| CK > 10N                                 | obecne              | odstawić statynę                                |
| 3N < CK < 10N                            | obecne              | kontrolować objawy i poziom CK 1 raz w tygodniu |
| wzrost w kolejnych badaniach kontrolnych | obecne              | zmniejszyć dawkę lub odstawić statynę           |
| CK > 10N                                 | nieobecne           | odstawić statynę                                |

| statyna       | liczba raportów | liczba przypadków | podejrzewana interakcja       | liczba przypadków |
| ------------- | --------------- | ----------------- | ----------------------------- | ----------------- |
| atorwastatyna | 105             | 73                | mibefradyl                    | 45                |
| atorwastatyna | 105             | 73                | fibraty                       | 10                |
| atorwastatyna | 105             | 73                | makrolidy                     | 13                |
| atorwastatyna | 105             | 73                | warfaryna                     | 7                 |
| atorwastatyna | 105             | 73                | cyklosporyna                  | 5                 |
| atorwastatyna | 105             | 73                | digoksyna                     | 5                 |
| atorwastatyna | 105             | 73                | azolowe leki przeciwgrzybicze | 2                 |
| ceriwastatyna | 231             | 192               | fibraty                       | 22                |
| ceriwastatyna | 231             | 192               | digoksyna                     | 7                 |
| ceriwastatyna | 231             | 192               | warfaryna                     | 6                 |
| ceriwastatyna | 231             | 192               | makrolidy                     | 2                 |
| ceriwastatyna | 231             | 192               | cyklosporyna                  | 1                 |
| ceriwastatyna | 231             | 192               | mibefradyl                    | 1                 |
| fluwastatyna  | 11              | 10                | fibraty                       | 4                 |
| fluwastatyna  | 11              | 10                | warfaryna                     | 2                 |
| fluwastatyna  | 11              | 10                | digoksyna                     | 1                 |
| fluwastatyna  | 11              | 10                | mibefradyl                    | 1                 |
| lowastatyna   | 51              | 40                | cyklosporyna                  | 12                |
| lowastatyna   | 51              | 40                | makrolidy                     | 11                |
| lowastatyna   | 51              | 40                | azolowe leki przeciwgrzybicze | 6                 |
| lowastatyna   | 51              | 40                | fibraty                       | 5                 |
| lowastatyna   | 51              | 40                | mibefradyl                    | 3                 |
| lowastatyna   | 51              | 40                | digoksyna                     | 2                 |
| lowastatyna   | 51              | 40                | nefazodon                     | 2                 |
| lowastatyna   | 51              | 40                | niacyna                       | 1                 |
| lowastatyna   | 51              | 40                | warfaryna                     | 1                 |
| prawastatyna  | 98              | 71                | fibraty                       | 6                 |
| prawastatyna  | 98              | 71                | makrolidy                     | 6                 |
| prawastatyna  | 98              | 71                | warfaryna                     | 5                 |
| prawastatyna  | 98              | 71                | cyklosporyna                  | 2                 |
| prawastatyna  | 98              | 71                | digoksyna                     | 2                 |
| prawastatyna  | 98              | 71                | mibefradyl                    | 1                 |
| prawastatyna  | 98              | 71                | niacyna                       | 1                 |
| simwastatyna  | 321             | 215               | mibefradyl                    | 48                |
| simwastatyna  | 321             | 215               | fibraty                       | 33                |
| simwastatyna  | 321             | 215               | cyklosporyna                  | 31                |
| simwastatyna  | 321             | 215               | warfaryna                     | 12                |
| simwastatyna  | 321             | 215               | makrolidy                     | 10                |
| simwastatyna  | 321             | 215               | digoksyna                     | 9                 |
| simwastatyna  | 321             | 215               | azolowe leki przeciwgrzybicze | 4                 |
| simwastatyna  | 321             | 215               | chlorzoksazon                 | 2                 |
| simwastatyna  | 321             | 215               | nefazodon                     | 2                 |
| simwastatyna  | 321             | 215               | niacyna                       | 2                 |
| simwastatyna  | 321             | 215               | takrolimus                    | 1                 |
| simwastatyna  | 321             | 215               | kwas fusydowy                 | 1                 |

### Działanie prodiabetogenne
Statyny mogą powodować wzrost stężenia insuliny w osoczu oraz hemoglobiny glikowanej, często przy braku wpływu na stężenie glukozy na czczo.
Na podstawie przeprowadzonej metaanalizy przeprowadzonych badań klinicznych dotyczącej zaburzeń gospodarki węglowodanowej u osób stosujących statyny stwierdzono, iż ryzyko cukrzycy wzrasta średnio o 10%. Nie odnotowano różnicy pomiędzy statynami litofilnymi a hydrofilnymi w zakresie ryzyka rozwoju cukrzycy. Najniższe ryzyko występowało przy leczeniu prawastatyną, fluwastatyną i lowastatyną – natomiast dla simwastatyny wzrasta o 10%, dla rosuwastatyny o 18%, a dla atorwastatyny o 22% w stosunku do prawastatyny.
Czynnikami predysponującymi do rozwoju cukrzycy u pacjentów indukowanej statynami są:
- wysokie dawki statyn
- płeć (kobiety, szczególnie po menopauzie, są bardziej narażone)
- podeszły wiek
- zespół metaboliczny
- osoby pochodzenia azjatyckiego (Japończycy, Chińczycy oraz Koreańczycy)

Podstawowe mechanizmy prowadzące do cukrzycy indukowanej statynami to:
- upośledzenie sekrecji insuliny z komórek β trzustki
- zwiększenie oporności na insulinę

W komórkach β trzustki wapń odgrywa rolę przekaźnikową w procesie wydzielania insuliny w odpowiedzi na glukozę. Statyny poprzez rozregulowanie homeostazy cholesterolu mogą upośledzać sekrecję insuliny z komórek β trzustki w mechanizmie zaburzenia funkcji kanałów wapniowych. Statyny mogą powodować również deregulację funkcji mitochondriów w miocytach, adipocytach i komórkach β trzustki, co ma zasadnicze znaczenie dla zakłócenia związku metabolizmu glukozy z sekrecją insuliny. Statyny hamują syntezę izoprenoidów, powodując zmniejszenie ekspresji transportera glukozy 4 (GLUT 4) w adipocytach, co prowadzi do insulinooporności. Dodatkowo ekspresja GLUT 4 w mięśniach szkieletowych, neogeneza i proliferacja komórek β trzustki zmniejsza się wraz z wiekiem co powoduje naturalny spadek wydzielania insuliny o 0,5% rocznie.
W prewencji wtórnej oraz w prewencji pierwotnej u pacjentów z grupy wysokiego ryzyka sercowo-naczyniowego korzyści przewyższają 2,5–5,4 krotnie ryzyko wystąpienia cukrzycy indukowanej przez statyny. Natomiast w prewencji pierwotnej u pozostałych pacjentów przed rozpoczęciem leczenia statynami należy dokonać szczegółowej analizy czynników ryzyka sercowo-naczyniowego oraz cukrzycy, następnie wdrożyć leczenie niefarmakologiczne (dieta, wysiłek fizyczny) i dopiero w razie braku jego skuteczności wdrożyć leczenie statynami.

### Inne działania niepożądane
| Działanie niepożądane           | Dodatkowy opis działania niepożądanego |
| ------------------------------- | --- |
| zaburzenia procesów poznawczych | - dwa badania na populacji relatywnie młodszej i zdrowszej wykazały negatywny wpływ statyn na procesy poznawcze w porównaniu do placebo - dwa badania na populacji starszej z wysokim ryzykiem sercowo-naczyniowym wykazały w uśrednionych danych brak wpływu statyn na procesy poznawcze - jedno badanie na populacji mieszanej dało wyniki niejednoznaczne w zakresie wpływu statyn na procesy poznawcze - zgłoszone przypadki oraz serie przypadków opisujące pogorszenie procesów poznawczych po zastosowaniu statyn, w których objawy ustępowały po odstawieniu statyny i powracały po jej ponownym włączeniu do leczenia - dwa badania na populacji chorych na chorobę Alzheimera wykazały tendencję do poprawy funkcji poznawczych w pierwszym roku leczenia statynami |
| nowotwory złośliwe              | - jedno badanie na populacji starszej > 70. wykazało zwiększone występowanie nowotworów złośliwych u osób leczonych statynami w porównaniu do placebo - metaanalizy dotychczasowych badań wykazały w uśrednionych danych brak wpływu statyn na występowanie nowotworów złośliwych - jedno badanie wykazało zwiększone występowanie nowotworów złośliwych u osób leczonych prawastatyną - jedna metaanaliza wykazała zwiększone występowanie nowotworów złośliwych w populacji leczonej statynami związane ze stopniem uzyskanego obniżenia cholesterolu frakcji LDL |
| udar krwotoczny mózgu           | - jedno badanie wykazało istotny wzrost liczby udarów krwotocznych mózgu u osób leczonych statynami - badania wykazują istotną redukcję liczby udarów mózgu w populacji w średnim wieku - jedno badanie na populacji starszej z wysokim ryzykiem sercowo-naczyniowym nie wykazało redukcji liczby udarów u osób leczonych |
| zaburzenia snu                  | - istotne pogorszenie jakości snu w samoocenie pacjentów |

| Działanie niepożądane                          | Dodatkowy opis działania niepożądanego | Częstość występowania                 |
| ---------------------------------------------- | --- | ------------------------------------- |
| polineuropatia                                 | - parestezje - niedoczulica - brak odruchów ścięgnistych | 4-14 razy zwiększone ryzyko           |
| zaburzenia seksualne                           | - obniżone libido - impotencja | pojedyncze przypadki                  |
| zaburzenia układu moczowo-płciowego u mężczyzn | - ginekomastia - oligospermia - ból jąder | pojedyncze przypadki                  |
| niedoczynność tarczycy                         | - pogłębienie niedoczynności tarczycy - interakcja z lewotyroksyną | pojedyncze przypadki                  |
| choroby nerek                                  | - uszkodzenie nefronu - białkomocz - krwiomocz | pojedyncze przypadki                  |
| zmiana osobowości                              | - nadmierna nerwowość - agresja | zwiększone nasilenie                  |
| choroby układu oddechowego                     | - chylothorax - eozynofilowe zapalenie płuc - choroba śródmiąższowa płuc - włóknienie płuc - płyn w jamie opłucnej - alergiczne zapalenie pęcherzyków płucnych - kaszel | 1,5 raza zwiększone ryzyko            |
| niewydolność serca                             | - pogorszenie frakcja wyrzutowej lewej komory | jedno doniesienie                     |
| zaburzenia rytmu serca                         | - migotanie przedsionków - bradykardia | 4-9 razy zwiększone ryzyko            |
| waga ciała                                     | - wzrost wagi ciała > 3 kg | pojedyncze przypadki w jednym badaniu |
| choroby neurodegeneracyjne                     | - choroba Parkinsona - stwardnienie zanikowe boczne (ALS) | 54 przypadki ALS 1 choroby Parkinsona |
| choroby autoimmunologiczne                     | - toczeń rumieniowaty układowy - autoimmunologiczne zapalenie wątroby - zapalenie skórno-mięśniowe - zespół Guillaina-Barrégo - miastenia | pojedyncze przypadki                  |
| zapalenie trzustki                             | - ostre zapalenie trzustki - nawracające ostre zapalenie trzustki | pojedyncze przypadki                  |
| zespół MELAS                                   | - kwasica mleczanowa | jedno doniesienie                     |
| choroby skóry                                  | - wielopostaciowa osutka świetlna - ogólniona osutka krostkowa - łysienie - obrzęk naczynioruchowy - linijna IgA dermatoza pęcherzowa - zapalenie czerwieni wargowej - wyprysk kontaktowy alergiczny - pokrzywka dermograficzna - osutka polekowe - wyprysk - rozlane zapalenie powięzi z eozynofilią - rybia łuska - liszaj płaski pęcherzowy - liszajowa reakcja polekowa - reakcja fotoalergiczna - reakcja fototoksyczna - reakcja w okolicach uprzednio napromienianych - toksyczna nekroliza naskórka - przewlekła pokrzywka | pojedyncze przypadki                  |
| choroby jamy ustnej                            | - kserostomia - gorycz w ustach - parestezje lub świąd | 26 przypadków                         |
| choroby oczu                                   | - zaćma - oftalmoplegia zewnętrzna - ptoza - diplopia | 256 przypadków                        |
| zaburzenia węchu                               | - hiposmia | jedno doniesienie                     |
| zaburzenia hemostazy                           | - krwiak okularowy - małopłytkowość - wybroczyny - zakrzepowa plamica małopłytkowa - niedokrwistości hemolityczne - niedokrwistość | pojedyncze przypadki                  |
| choroby układu pokarmowego                     | - wrzodziejące zapalenie jelita grubego - choroba wrzodowa - enteropatia z utratą białek | pojedyncze przypadki                  |
| zaburzenia psychiczne                          | - psychoza - zaburzenia depresyjne - zaburzenia urojeniowe - lęk - zmiany osobowości | pojedyncze przypadki                  |
| Ból głowy                                      | - bóle głowy - migrena (indukowana wysokością) | pojedyncze przypadki                  |
| inne                                           | - zespół chronicznego zmęczenia - choroba Pompego - blokada nosa - polipy nosa - deregulacja temperatury ciała - hipertermia | pojedyncze przypadki                  |

### Pozostałe efekty uboczne
| Układ zgodnie klasyfikacją MedDRA | Działanie niepożądane             | Częstość występowania [ % ] |
| --------------------------------- | --------------------------------- | --------------------------- |
| Układ nerwowy                     | bóle głowy                        | 2-17                        |
| Układ nerwowy                     | zawroty głowy                     | 1-4                         |
| Układ oddechowy                   | infekcja górnych dróg oddechowych | 1–16                        |
| Układ oddechowy                   | ostre zapalenie gardła            | 1–16                        |
| Układ oddechowy                   | nieżyt nosa                       | 1–11                        |
| Układ oddechowy                   | zapalenie zatok przynosowych      | 2–7                         |
| Układ oddechowy                   | zapalenie oskrzeli                | 2                           |
| Układ oddechowy                   | kaszel                            | 1–2                         |
| Układ pokarmowy                   | ból brzucha                       | 1–7                         |
| Układ pokarmowy                   | zaparcia                          | 1–7                         |
| Układ pokarmowy                   | biegunka                          | 1–7                         |
| Układ pokarmowy                   | dyspepsja                         | 1–7                         |
| Układ pokarmowy                   | wzdęcia                           | 1–7                         |
| Układ pokarmowy                   | zgaga                             | 1–7                         |
| Układ pokarmowy                   | nudności                          | 1–7                         |
| Układ pokarmowy                   | wymioty                           | 1–7                         |
| Skóra i tkanka podskórna          | wysypka                           | 1–4                         |
| Ogólne i miejscowe                | astenia                           | 1–4                         |
| Ogólne i miejscowe                | zmęczenie                         | 1–4                         |

### Wpływ na obsługę maszyn i pojazdów
Statyny nie mają wpływu na zdolność prowadzenia pojazdów mechanicznych i obsługiwania urządzeń mechanicznych w ruchu.

## Dawkowanie
Zgodnie z regułą Robertsa każde zwiększenie dawki statyny powoduje spadek stężenia cholesterolu całkowitego o 5% oraz spadek cholesterolu frakcji LDL o 7%.
| Statyna       | Dawka początkowa [mg] | Dawkowanie [mg] | Sposób dawkowania                                                                                      |
| ------------- | --------------------- | --------------- | --- |
| atorwastatyna | 10–20                 | 10–80           | pojedyncza dawka na noc                                                                                |
| ceriwastatyna | 0,4                   | 0,2–0,8         | pojedyncza dawka na noc                                                                                |
| fluwastatyna  | 40–80                 | 20–80           | pojedyncza dawka na noc                                                                                |
| lowastatyna   | 10–20                 | 10–80           | dawka do 40 mg przy kolacji lub na noc dawka 80 mg podzielona na dwie dawki po 40 mg dwa razy dziennie |
| pitawastatyna | 2                     | 1–4             | pojedyncza dawka na noc                                                                                |
| prawastatyna  | 40                    | 10–40           | pojedyncza dawka na noc                                                                                |
| rosuwastatyna | 20                    | 5–40            | pojedyncza dawka na noc                                                                                |
| simwastatyna  | 10–20                 | 10–40           | pojedyncza dawka na noc                                                                                |

| Redukcja LDL [%] | atorwastatyna | ceriwastatyna | fluwastatyna | lowastatyna | pitawastatyna | prawastatyna | rosuwastatyna | simwastatyna |
| ---------------- | ------------- | ------------- | ------------ | ----------- | ------------- | ------------ | ------------- | ------------ |
| 10–20            |               |               | 20           | 10          |               | 10           |               | 5            |
| 21–30            |               | 0,2           | 40           | 20          | 1             | 20           |               | 10           |
| 31–40            | 10            | 0,3–0,4       | 80           | 40          | 2             | 40           | 5             | 20           |
| 41–45            | 20            | 0,8           | 80XL         | 80          | 4             | 80           | 5–10          | 40           |
| 46–50            | 40            |               |              |             |               |              | 10–20         | 80           |
| 51–55            | 80            |               |              |             |               |              | 20            |              |
| 56–60            |               |               |              |             |               |              | 40            |              |

| Wyjściowa wartość LDL-C | Wyjściowa wartość LDL-C | Pożądany odsetek redukcji stężenia LDL-C do osiągnięcia celu terapeutycznego | Pożądany odsetek redukcji stężenia LDL-C do osiągnięcia celu terapeutycznego | Pożądany odsetek redukcji stężenia LDL-C do osiągnięcia celu terapeutycznego |
| [mmol/l]                | [mg/dl]                 | < 1,8 mmol/l < 70 mg/dl                                                      | < 2,5 mmol/l < 100 mg/dl                                                     | < 3,0 mmol/l < 115 mg/dl                                                     |
| ----------------------- | ----------------------- | ---------------------------------------------------------------------------- | ---------------------------------------------------------------------------- | ---------------------------------------------------------------------------- |
| > 6,2                   | > 240                   | > 70                                                                         | >60                                                                          | >55                                                                          |
| 5,2–6,2                 | 200–240                 | 65–70                                                                        | 50–60                                                                        | 40–55                                                                        |
| 4,4–5,2                 | 170–200                 | 60–65                                                                        | 40–50                                                                        | 30–45                                                                        |
| 3,9–4,4                 | 150–170                 | 55–60                                                                        | 35–40                                                                        | 25–30                                                                        |
| 3,4–3,9                 | 130–150                 | 45–55                                                                        | 25–35                                                                        | 10–25                                                                        |
| 2,9–3,4                 | 110–130                 | 35–45                                                                        | 10–25                                                                        | <10                                                                          |
| 2,3–2,9                 | 90–110                  | 22–35                                                                        | <10                                                                          | –                                                                            |
| 1,8–2,3                 | 70–90                   | <22                                                                          | –                                                                            | –                                                                            |

### Dzieci i młodzież
Amerykański Narodowy Instytut Serca, Płuc i Krwi (National Heart, Lung, and Blood Institute, NHLBI) rekomenduje leczenie farmakologiczne u dzieci powyżej 10. roku życia po sześciomiesięcznym okresie próby zmiany stylu życia obejmującym zmianę diety zgodnie z wynikami profilu lipidowego oraz zwiększenie aktywności fizycznej u dzieci z BMI > 95 percentyla, na podstawie średniej z 2 lipidogramów wykonanych na czczo w odstępie nie mniej niż 2 tygodnie i nie więcej niż 3 miesięcy. Dzieci i młodzież powyżej 10. roku życia ze stężeniem cholesterolu frakcji LDL 130–190 mg/dl, u których nie stwierdza się rodzinnego występowania wczesnych incydentów sercowo-naczyniowych u krewnych I stopnia oraz czynników ryzyka postępowanie powinno ograniczać się do modyfikacji stylu życia i redukcji masy ciała u dzieci z BMI > 95 percentyla.
Forum Ekspertów Lipidowych rekomenduje leczenie farmakologiczne u dzieci powyżej 8. roku życia na podstawie średniej z dwóch lipidogramów wykonanych na czczo w odstępie 2–3 tygodni, nie wcześniej niż po trzech miesiącach od przebycia ostrej choroby infekcyjnej, bez wstępnego okresu stosowania diety niskocholesterolowej.
Lekiem w wyboru u dzieci są statyny. Nie stwierdzono wpływu statyn na pokwitanie, rozwój układu nerwowego oraz na tempo wzrostu u dzieci.
| Wiek  | Stężenie cholesterolu frakcji LDL [mg/dl] | Charakterystyka grupy pacjentów | Docelowe stężenie LDL [mg/dl] |
| ----- | ----------------------------------------- | --- | ----------------------------- |
| 2–18  | ≥ 400                                     | - ciężka heterozygotyczna hipercholesterolemia - homozygotyczna hipercholesterolemia rodzinna - rozpoznana choroba sercowo-naczyniowa - przeszczep serca                                                                                | < 130                         |
| 10–18 | ≥ 190                                     | - niepowodzenie 6-miesięcznego okresu zmiany stylu życia | < 130                         |
| 10–18 | 160–189                                   | - niepowodzenie 6-miesięcznego okresu zmiany stylu życia - rodzinne występowanie wczesnych incydentów sercowo-naczyniowych u krewnych I stopnia - jeden czynnik wysokiego ryzyka lub 2 czynniki średniego ryzyka chorób układu krążenia | < 130                         |

| Rodzinne występowanie wczesnych incydentów sercowo-naczyniowych | Czynniki wysokiego ryzyka | Czynniki średniego ryzyka |
| --- | --- | --- |
| krewni I stopnia - rodzice - dziadkowie - rodzeństwo rodziców wiek krewnych I stopnia - mężczyźni < 55 lat - kobiety < 65 lat incydenty sercowo-naczyniowe - zawał mięśnia sercowego - dusznica bolesna - angioplastyka naczyń wieńcowych - pomostowanie aortalno-wieńcowe - nagła śmierć sercowa | - nadciśnienie wymagające leczenia farmakologicznego (RR > 99 percentyla + 5 mmHg) - aktualne palenie papierosów - BMI > 97 percentyla - cukrzyca typu 1 - cukrzyca typu 2 - przewlekła choroba nerek - leczenie dializami - przeszczep nerki - przeszczep serca - choroba Kawasakiego ze zmianami tętniakowatymi | - nadciśnienie nie wymagające leczenia farmakologicznego - BMI > 95 percentyla < 97 percentyla - stężenie cholesterolu frakcji HDL <40 mg/dl - choroba Kawasakiego ze zmianami tętniakowatymi w regresji - toczeń rumieniowaty układowy - młodzieńcze idiopatyczne zapalenie stawów - zakażenie wirusem zespołu nabytego braku odporności - zespół nerczycowy |

| Wiek | Stężenie cholesterolu frakcji LDL [mg/dl] | Charakterystyka grupy pacjentów | Docelowe stężenie LDL [mg/dl] |
| ---- | ----------------------------------------- | --- | ----------------------------- |
| < 8  | > 500                                     | - brak czynników ryzyka | < 130                         |
| ≥ 8  | ≥ 190                                     | - brak czynników ryzyka | < 130                         |
| ≥ 8  | ≥ 160                                     | - co najmniej 2 czynniki ryzyka chorób układu krążenia (otyłość, nadciśnienie tętnicze, palenie tytoniu) - rodzinne występowanie wczesnych incydentów sercowo-naczyniowych u krewnych I stopnia | < 130                         |
| ≥ 8  | ≥ 130                                     | - cukrzyca | < 100                         |

| Statyna       | Dawka początkowa [mg] | Dawkowanie [mg] | Dawkowanie [mg] | Dawkowanie [mg] | Dawkowanie [mg] |
| Statyna       | Dawka początkowa [mg] | 6–7 lat         | 8–9 lat         | 10–13           | 14–18 lat       |
| ------------- | --------------------- | --------------- | --------------- | --------------- | --------------- |
| atorwastatyna | 10                    | brak badań      | brak badań      | 10–20           | 10–20           |
| ceriwastatyna | brak badań            | brak badań      | brak badań      | brak badań      | brak badań      |
| fluwastatyna  | 20                    | brak badań      | brak badań      | 20–80           | 20–80           |
| lowastatyna   | 10–20                 | brak badań      | brak badań      | 10–40           | 10–40           |
| pitawastatyna | brak badań            | brak badań      | brak badań      | brak badań      | brak badań      |
| prawastatyna  | 20                    | brak badań      | 20              | 20              | 40              |
| rosuwastatyna | 5                     | 5–10            | 5–10            | 5–20            | 5–20            |
| simwastatyna  | 10                    | brak badań      | brak badań      | 10–40           | 10–40           |

### Pacjenci w podeszłym wieku
Obecnie istniejące kalkulatory ryzyka sercowo-naczyniowego mają ograniczone stosowanie w populacji powyżej 70. roku życia, a górną granicą ich stosowania jest wiek 79 lat.
Leczenie statynami należy rozpoczynać od małej dawki (atorwastatyna – 5 mg, fluwastatyna – 20 mg, prawastatyna – 20 mg, simwastatyna – 10 mg) i stopniowo zwiększać, nie częściej niż co cztery tygodnie, aż do osiągnięcia celu terapeutycznego.

### Zaburzenia czynności nerek
W zaburzenia czynności nerek stężenie cholesterolu frakcji LDL nie jest ani parametrem wskazującym na konieczność leczenia ani celem terapeutycznym.
| Wiek [lata] | GFR [ml/min/1,73 m²] | Charakterystyka grupy pacjentów | Zalecenie terapeutyczne                                                                             |
| ----------- | -------------------- | --- | --------------------------------------------------------------------------------------------------- |
| <18         | każde                | wszyscy pacjenci | nie włączanie leczenia statyna lub statyna + ezetymib                                               |
| 18–49       | każde                | nie leczeni dializami nie będący po przeszczepie nerki co najmniej jedno z poniższych rozpoznań - choroba wieńcowa (przebyty zawał lub rewaskularyzacja) - cukrzyca - przebyty udar mózgu - SCORE >10 | statyna                                                                                             |
| ≥50         | ≥60                  | wszyscy pacjenci | statyna                                                                                             |
| ≥50         | <60                  | nie leczeni dializami nie będący po przeszczepie nerki | statyna statyna + ezetymib                                                                          |
| ≥18         | każde                | leczenie dializami | statyna lub statyna + ezetymib kontynuowanie dotychczasowego leczenia nie włączanie nowego leczenia |
| ≥18         | każde                | po przeszczepie nerki | statyna                                                                                             |

| Statyna       | Wartość GFR [ml/min/1,73 m²] | Wartość GFR [ml/min/1,73 m²] | Wartość GFR [ml/min/1,73 m²] | dializy    | przeszczep nerki |
| Statyna       | > 60                         | 59–30                        | <30                          | dializy    | przeszczep nerki |
| ------------- | ---------------------------- | ---------------------------- | ---------------------------- | ---------- | ---------------- |
| atorwastatyna | 10–80                        | 20                           | 20                           | 20         | 20               |
| fluwastatyna  | 20–80                        | 80                           | 80                           | 80         | 80               |
| lowastatyna   | 10–80                        | brak badań                   | brak badań                   | brak badań | brak badań       |
| pitawastatyna | 1–4                          | 2                            | 2                            | 2          | 2                |
| prawastatyna  | 10–40                        | 40                           | 40                           | 40         | 40               |
| rosuwastatyna | 5–40                         | 10                           | 10                           | 10         | 10               |
| simwastatyna  | 5–40                         | 40                           | 40                           | 40         | 40               |

### Zaburzenia czynności wątroby
Nie ma przeciwwskazań do leczenia statynami w przewlekłych chorobach wątroby – skompensowanej marskości wątroby (Child A), pierwotnym zapaleniu dróg żółciowych, niealkoholowym stłuszczeniowym zapaleniu wątroby, autoimmunologicznym zapalenie wątroby, zakażeniu wirusem zapalenia wątroby typu C oraz niealkoholowej stłuszczeniowej chorobie wątroby. Statyny przeciwwskazane są u pacjentów z utrzymującym się, niewyjaśnionym zwiększeniem aktywności aminotransferaz w surowicy, trzykrotnie przewyższające normę, zdekompensowaną marskością wątroby, ostrą niewydolnością wątroby. Po przeszczepie wątroby zaleca się stosowanie statyn u pacjentów z cholesterolem frakcji LDL > 100 mg/dl.
Dawkowanie statyn należy rozpoczynać od najniższych dawek pod kontrolą aktywności aminotransferaz w surowicy co 2 tygodnie w pierwszym miesiącu leczenia, a następnie co 1 miesiąc przez kolejne 4 miesiące i co 4 miesiące w kolejnym roku. W przypadku zwiększenia aktywności aminotransferaz w surowicy, trzykrotnie przewyższające normę stosowanie statyny powinno być przerwana. Trwałe przerwanie stosowania statyn jest ograniczone tylko do przypadków, w których wzrost aktywności aminotransferaz w surowicy przy najniższych dawkach statyn nie jest spowodowany inną przyczyną.

### Ciąża i okres karmienia piersią
Statyny są przeciwwskazane w ciąży i w okresie karmienia piersią.
Badania na zwierzętach wskazują na możliwość występowania wad układu kostno-szkieletowego. Nie został natomiast potwierdzony, wynikający z teoretycznych rozważań nad mechanizmem działania statyn, niekorzystny wpływ na syntezę hormonów płciowych. Nie ma również dowodów na różnice pomiędzy potencjalną teratogennością różnych statyn. Dotychczasowe obserwacje nie wskazują na zwiększoną liczbę wad wrodzonych u ludzi, a jedynie na zwiększone ryzyko samoistnego poronienia.
| atorwa- statyna | ceriwa- statyna | fluwa- statyna | lowa- statyna | pitawa- statyna | prawa- statyna | rosuwa- statyna | simwa- statyna |
| --------------- | --------------- | -------------- | ------------- | --------------- | -------------- | --------------- | -------------- |
| brak danych     | 1,3:1           | 2:1            | brak danych   | brak danych     | śladowa ilość  | brak danych     | brak danych    |

### Osoby pochodzenia azjatyckiego
Leczenie niskimi dawkami statyn rdzennych mieszkańców Dalekiego Wschodu (Chińczycy, Japończycy oraz Koreańczycy) wykazuje taką samą skuteczność terapeutyczną jak leczenie osób pochodzenia europejskiego wysokimi dawkami statyn. Nie stwierdzono większej liczby działań ubocznych w tej grupie pacjentów niezależnie od dawki stosowanych statyn. Pomimo tego, że istnieją różnice pomiędzy rasami ludzkimi we frekwencjach alleli w locus genowym SLCO1B1 (polimorfizm SNP), kodującym polipeptyd OATP1B1 odpowiedzialny między innymi za transport statyn z osocza do hepatocytów, nie stwierdzono by polimorfizm ten był przyczyną różnic w stężeniu niektórych statyn w osoczu, obserwowanych pomiędzy osobami pochodzenia europejskiego a osobami rdzennych populacji wschodnioazjatyckich.
| Statyna       | Dawka początkowa [mg] | Dawkowanie [mg] |
| ------------- | --------------------- | --------------- |
| atorwastatyna | 10                    | 10–40           |
| ceriwastatyna | brak danych           |                 |
| fluwastatyna  | 20                    | 20–60           |
| lowastatyna   | brak danych           | brak danych     |
| pitawastatyna | brak danych           | brak danych     |
| prawastatyna  | 10                    | 10–20           |
| rosuwastatyna | 2,5                   | 2,5–20          |
| simwastatyna  | 5                     | 5–20            |

### Nietolerancja statyn
Przy nietolerancji statyn istnieje możliwość zastosowania przerywanego leczenia. Statyny mogą być stosowane w zależności od występowania działań ubocznych od stosowania co drugi dzień do raz w tygodniu. Postępowanie to pozwala na ponowne wprowadzenie leczenie statynami u 70% pacjentów z nietolerancją i na uzyskanie zalecanych celów leczenia u 17–84% pacjentów z tej grupy.
Suplementacja koenzymu Q10 może zmniejszać objawy nietolerancji statyn. Dawka 2 razy 100 mg dziennie została potwierdzona jako bezpieczna (nie stwierdzono działań ubocznych koenzymu Q10 w dawkach poniżej 300 mg na dobę) w leczeniu objawów miotoksyczności (na podstawie badań klinicznych) oraz pozostałych działań ubocznych (na podstawie obserwacji klinicznych). Skuteczność suplementacji koenzymu Q10 nie została potwierdzona w badaniach klinicznych i postępowanie takie nie może być zalecane jako standardowe przy występowaniu objawów nietolerancji statyn.

### Leczenie skojarzone
Leczenie statynami skojarzonymi z innymi lekami może być stosowane przy nietolerancji wyższych dawek statyn lub przy nieosiąganiu określonych w wytycznych celów terapeutycznych pomimo zastosowania najwyższej zarejestrowanej dawki preparatu o najwyższej skuteczności (4% pacjentów nie odpowiada na leczenie statynami, natomiast 10% ma niewystarczającą odpowiedź). Skuteczność leczenia skojarzonego ze średnimi dawkami statyn niezależnie od osiągania celu terapeutycznego nie została udowodniona w zakresie redukcji całkowitego ryzyka sercowo-naczyniowego.
| Lek                      | Wskazania do leczenia skojarzonego | Udowodniona skuteczność kliniczna |
| ------------------------ | --- | --------------------------------- |
| ezetymib                 | - nietolerancja statyn - brak osiągnięcia celu terapeutycznego                                                                                          | tak                               |
| fibraty                  | - lekiem z wyboru jest fenofibrat - dyslipidemia aterogenna                                                                                             | tak                               |
| kwasy tłuszczowe omega-3 | - nietolerancja statyn - brak osiągnięcia celu terapeutycznego                                                                                          | nie                               |
| niacyna                  | - wysokie ryzyko sercowo-naczyniowe - skuteczna redukcja LDL przy leczeniu statynami z utrzymywaniem się hipertróglicerydemii oraz niskiego poziomu HDL | nie                               |
| żywice jonowymienne      | - nietolerancja statyn - brak osiągnięcia celu terapeutycznego                                                                                          | tak                               |

### Stosowanie suplementów diety
Stosowanie suplementów diety na bazie ryżu poddanego fermentacji grzybami Monascus purpureus zawierających lowastatynę (monakolinę) jest dyskusyjne i w chwili obecnej powinno być ograniczone do pacjentów z nietolerancją statyn oraz do pacjentów z grup niskiego ryzyka (SCORE < 5 punktów), u których nie uzyskano pełnej normalizacji poziomów lipidów pomimo stosowania odpowiedniej diety oraz modyfikacji stylu życia. Polskie Towarzystwo Kardiologiczne dostrzega pewne korzyści ze stosowania tych preparatów, jednakże ich bezpieczeństwo wynikające z długotrwałego stosowania nie jest udokumentowane. Opinia naukowa dotycząca zasadności oświadczenia zdrowotnego dotyczącego monakoliny K w sfermentowanym czerwonym ryżu wydana dla Europejskiej Agencji Leków stwierdza, iż wykazano związek przyczynowo-skutkowy pomiędzy spożywaniem monakoliny K w preparatach ze sfermentowanego czerwonego ryżu, a utrzymaniem prawidłowego stężenia cholesterolu LDL we krwi, a w celu uzyskania deklarowanego działania osoby dorosłe z populacji ogólnej powinny spożywać dziennie 10 mg monakoliny K z preparatów ze sfermentowanego czerwonego ryżu. W USA sprzedaż produktów zawierających monakolinę jest zabroniona i FDA wydała oficjalne ostrzeżenie, podkreślając ryzyko interakcji lekowych oraz możliwego wystąpienia miopatii.

### Sposób zażywania
Statyny podaje się wieczorem (atorwastatyna oraz fluwastatyna mogą być przyjmowane niezależnie od pory dnia), ponieważ cholesterol produkowany jest głównie w nocy. Posiłek zmniejsza poziom stężenia leku we krwi, jednakże nie obserwuje się zmniejszenia efektu terapeutycznego. Zmniejszenie poziomu cholesterolu występuje po 1–2 tygodniach, natomiast maksymalny efekt osiągany jest po 4–6 tygodniach. Zaprzestanie leczenia prowadzi do powrotu stężeniach cholesterolu do wartości przed leczeniemi.

### Przedawkowanie
Brakuje specyficznych danych dotyczących postępowania w przedawkowaniu statyn. Leczenie przedawkowania statyn jest jedynie objawowe i podtrzymujące. Nie ma danych dotyczących skuteczności dializoterapii w zakresie statyn i jej metabolitów u ludzi.
W opisanych przypadkach przyjęcia bardzo wysokich dawek statyn (fluwastatyna – 2800 mg, simwastatyna – 3600 mg oraz lowastatyna – 6000 mg) zaobserwowano jedynie przejściowy wzrost enzymów wątrobowych z całkowitym wyzdrowieniem we wszystkich przypadkach.

## Zastosowanie w weterynarii
Statyny nie były badane w leczeniu u zwierząt i ich dawkowanie może być tylko ekstrapolowane na podstawie informacji na temat dawkowania u ludzi.
- psy – ryzyko miażdżycy jest niskie, ponieważ u psów główną frakcją cholesterolu jest HDL; leczenie jest wskazane przy cholesterolu > 750 mg/dl i polega w pierwszym rzędzie na modyfikacji diety, leczenie farmakologiczne statynami może zostać rozważone przy braku efektu leczenia dietetycznego[310][311]. Leczenie statynami może być również rozważone w przypadku niepowodzenia innego leczenia hipertrójglicerydemii[310]. Rasami psów ze znanymi zaburzeniami lipidowymi są sznaucer miniaturowy oraz owczarek szetlandzki[313], lecz zaburzenia te mogą być obserwowane również u psów innych ras[314].
- koty – ryzyko miażdżycy jest niskie, ponieważ u kotów główną frakcją cholesterolu jest HDL; leczenie jest wskazane przy cholesterolu > 650 mg/dl i polega w pierwszym rzędzie na modyfikacji diety, leczenie farmakologiczne statynami może zostać rozważone przy braku efektu leczenia dietetycznego[311].

## Preparaty
| Statyna                  | Nazwy preparatów |
| ------------------------ | --- |
| atorwastatyna            | Apo-Atorva, Atolinka, Atorgamma, Atoris, Atorvagen, Atorvastatin Actavis, Atorvastatin Arrow, Atorvastatin Bluefish, Atorvastatin EGIS, Atorvastatin Krka, Atorvastatin Ranbaxy, Atorvastatin-1A Pharma, Atorvastatinum 123ratio, Atorvasterol, Atorvox, Atractin, Atrox, Calipra, Corator, Ivistatyna, Lambrinex, Larus, Liporion, Olinkator, Pharmastatin, Sortis, Storvas, Torvacard, Torvalipin, Torvazin, Tulip, Xistatin        |
| atorwastatyna amlodypina | Amlator, Amlodipine/Atorvastatin Pfizer, Amlodipine/Atorvastatine Krka, Atordapin |
| fluwastatyna             | Fluvastatinum Accord, Lescol, Lescol XL |
| lowastatyna              | Liprox, Lovasterol, Lovastin |
| pitawastatyna            | Livazo, Vezepra |
| prawastatyna             | Pravapres, Pravator |
| rosuwastatyna            | Actarosin, Arterios, Crestor, Crosuvo, Ridlip, Romazic, Rosucard, Rosugen, Rosutrox, Rosuvastatin Aurobindo, Rosuvastatin Krka, Rosuvastatin Ranbaxy, Rosuvastatin Sigillata, Rosuvastatin Teva, Roswera, Suvardio, Uwatin, Zahron, Zaranta |
| simwastatyna             | Angiolip, Apo-Simva, Corr, Egilipid, Simcovas, Simgal, Simorion, Simratio, Simvacard, Simvachol, Simvacor, Simvagamma, Simvagen, SimvaHexal, Simvastatin, Simvastatin Aurobindo, Simvastatin Bluefish, Simvastatin FP, Simvastatin Genoptim, Simvastatin Krka, Simvastatin Medana, Simvastatin Pfizer, Simvastatin Teva, Simvastatinum 123ratio, Simvastatinum Accord, Simvasterol, Symwastatyna Jelfa, Vasilip, Vastan, Ximve, Zocor |
| simwastatyna ezetymib    | Inegy |

| Statyna       | Nazwy preparatów |
| ------------- | --- |
| atorwastatyna | Atorvastatin, Atorvastatin Pfizer, Atorvastatina, Atorvastatina Nostrum, Atorvastatina Parke-Davis, Atorvastatina Pharmacia, Cardyl, Edovin, Lipita, Lipitor, Liprimar, Obradon, Orbeos, Prevencor, Sortis, Tahor, Texzor, Torvast, Totalip, Xarator, Zarator |
| fluwastatyna  | Canef, Cardiol, Cranoc, Digaril, Fluvastatin Novartis, Fluvastatina Sandoz, Fractal, Lipaxan, Liposit, Locol, Lymetel, Primesin, Vaditon |
| prawastatyna  | Bristacol, Elisor, Lipemol, Lipostat, Liprevil, Pravacol, Pravasin, Pravasine, Selectin, Selektine, Selip, Selipran |
| rosuwastatyna | Cirantan, Crestor, Provisacor, Rosuvastatin AstraZeneca, Simestat, Visacor |
| simwastatyna  | Bozara, Colemin, Corolin, Denan, Lipocard, Liponorm, Lodales, Medipo, Pantok, Simvastatin, Simvastatin Krka, Simvastatin Vale, Simvastatine, Sinvacor, Sivastin, Vacolest, Zemox, Zoco, Zocor, Zocord                                                         |